# Cambridge
Cet article concerne la ville universitaire britannique. Pour la ville américaine où se trouvent l’université Harvard et le Massachusetts Institute of Technology, voir Cambridge (Massachusetts).
Pour les articles homonymes, voir Cambridge (homonymie).
Cambridge /'keɪm.brɪdʒ/ est une ville d’Angleterre, au Royaume-Uni, située à 100 km au nord de Londres, sur la rivière Cam. Elle est connue pour son université de renommée mondiale, la deuxième plus ancienne d'Angleterre après l'université d'Oxford. Elle est également le centre administratif du comté du Cambridgeshire.
Cambridge est devenu un centre commercial important à l'époque romaine et viking ; il existe des preuves archéologiques de peuplement dans la région dès l'âge du bronze. Les premières chartes de peuplement ont été accordées au XIIe siècle ; le statut de cité ne lui a été officiellement conféré qu'en 1951.
La ville est surtout connue pour abriter l'université de Cambridge, qui a été fondée en 1209 et se classe régulièrement parmi les meilleures universités du monde,. Les bâtiments de l'université comprennent la King's College Chapel, le laboratoire Cavendish et la bibliothèque de l'université de Cambridge, l'une des plus grandes bibliothèques de dépôt légal au monde. L'horizon de la ville est dominé par plusieurs bâtiments universitaires, ainsi que par la flèche de Our Lady and the English Martyrs Church et la cheminée de l'Addenbrooke's Hospital. L'université Anglia Ruskin, issue de la Cambridge School of Art et du Cambridgeshire College of Arts and Technology, a également son campus principal dans la ville. Aujourd'hui, 31 collèges sont gérés de manière autonome et indépendante, assurant l'hébergement et le suivi pédagogique des étudiants tandis que l'université se charge de l'enseignement.
Aujourd'hui Cambridge est au cœur d'un centre de techniques de pointe surnommé le Silicon Fen (d'après Silicon Valley). Sa force économique et innovatrice repose sur les industries de l'informatique, la biologie et des startup couvées par l'université. Plus de 40 % de la population possède un diplôme d'éducation supérieure, plus de deux fois la moyenne nationale. Le campus biomédical de Cambridge, l'un des plus grands pôles de recherche biomédicale au monde, comprend le siège d'AstraZeneca et l'hôpital Royal Papworth.
Le premier match de football a eu lieu à Parker's Piece. Le festival de musique et d'arts Strawberry Fair et la Midsummer Fair ont lieu sur Midsummer Common, et le festival annuel de la bière de Cambridge a lieu sur Jesus Green. La ville est adjacente aux routes M11 et A14. La gare de Cambridge est à moins d'une heure de la gare de King's Cross de londres.
Au recensement de 2021 au Royaume-Uni, la population de Cambridge est de 145 700 habitants, dont plus de 24 000 étudiants (parmi lesquels plus de 17 000 étudiants de l'université de Cambridge).

## Histoire

### Préhistoire
Les campements existent autour du lieu depuis la période préhistorique. Les restes d'une ferme vieille de - 3500 ans, découverte sur le site du Fitzwilliam College, en constituent la première preuve certaine d'occupation. Une collection d'armes de chasse date de l'âge de bronze qui commence vers 1000 av. J.-C. Une colonie sur Castle Hill au Ier siècle av. J.-C. est la preuve archéologique de l'occupation à l'âge du fer, peut-être liée à des changements culturels plus larges survenus dans le sud-est de la Grande-Bretagne à la suite de l'arrivée des Belges.

### Époque romaine
Le lieu commence à se développer lors de l'invasion romaine en Grande-Bretagne en 40 av. J.-C. En effet, Castle Hill fait alors de Cambridge un endroit intéressant pour un avant-poste militaire afin de défendre la rivière Cam. C'est aussi le point de rencontre de la Via Devana qui relie Colchester à Essex avec les garnisons de Lincoln et du nord. Le principal site romain est un petit castrum, Duroliponte, sur Castle Hill, juste au nord-ouest du centre-ville, autour de l'emplacement de l'ancien village breton. Le castrum est délimité sur deux côtés par les lignes formées par l'actuel Mount Pleasant, continuant à travers Huntingdon Road jusqu'à Clare Street. Le côté est suit Magrath Avenue, le côté sud passant près de Chesterton Lane et Kettle's Yard avant de tourner vers le nord-ouest à Honey Hill. Il est construit vers 70 et converti à un usage civil environ 50 ans plus tard. D'autres campements romains ont été découverts, dont de nombreuses fermes  et un village dans le district de Cambridge de Newnham.
Le campement reste un centre régional 350 ans après l'occupation romaine, jusqu'en l'an 400. Les routes et les fortifications romaines sont encore visibles aujourd'hui.

### Moyen-Âge

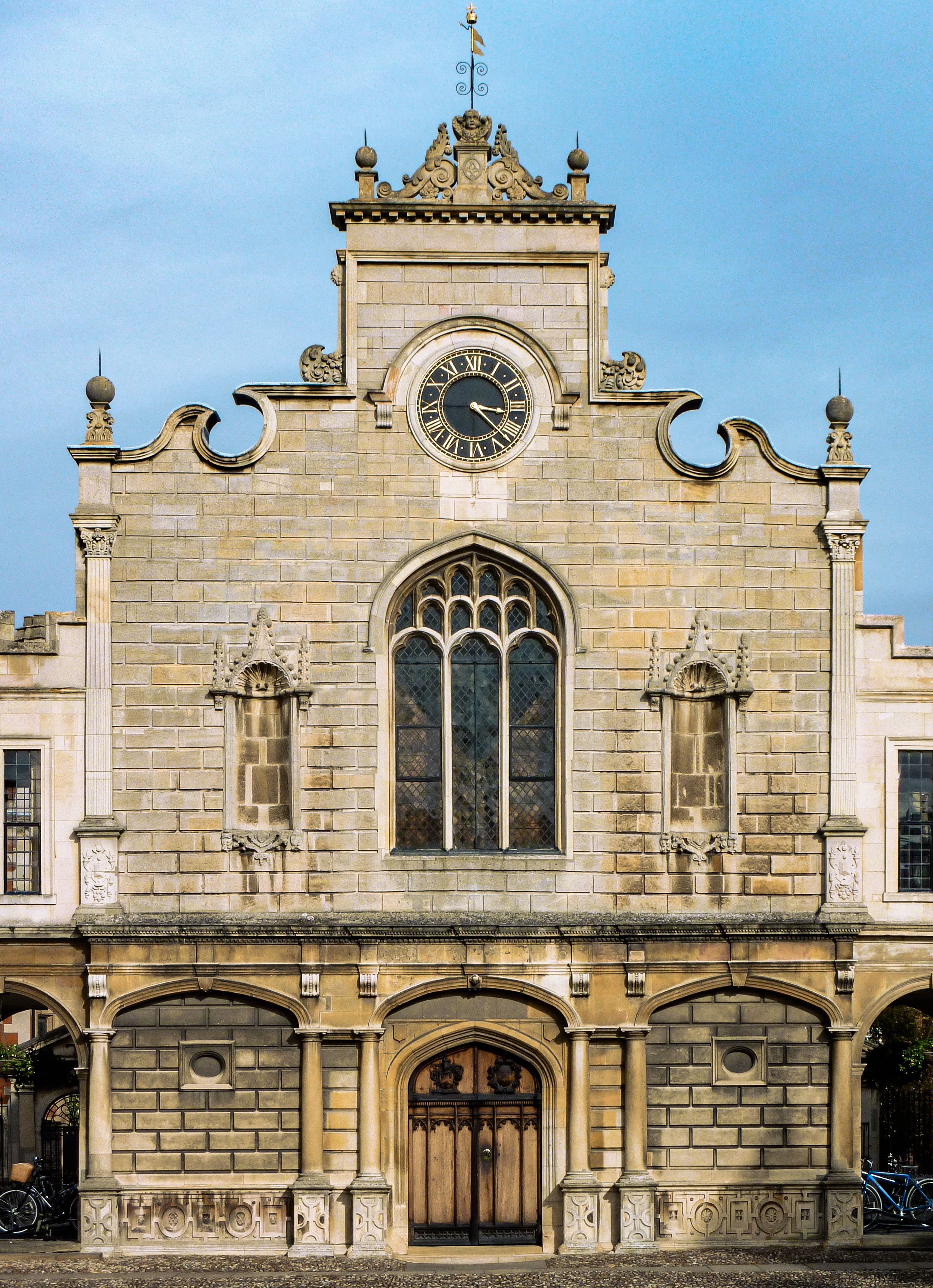
Peterhouse Chapel, premier collège de l'université de Cambridge à être fondé.

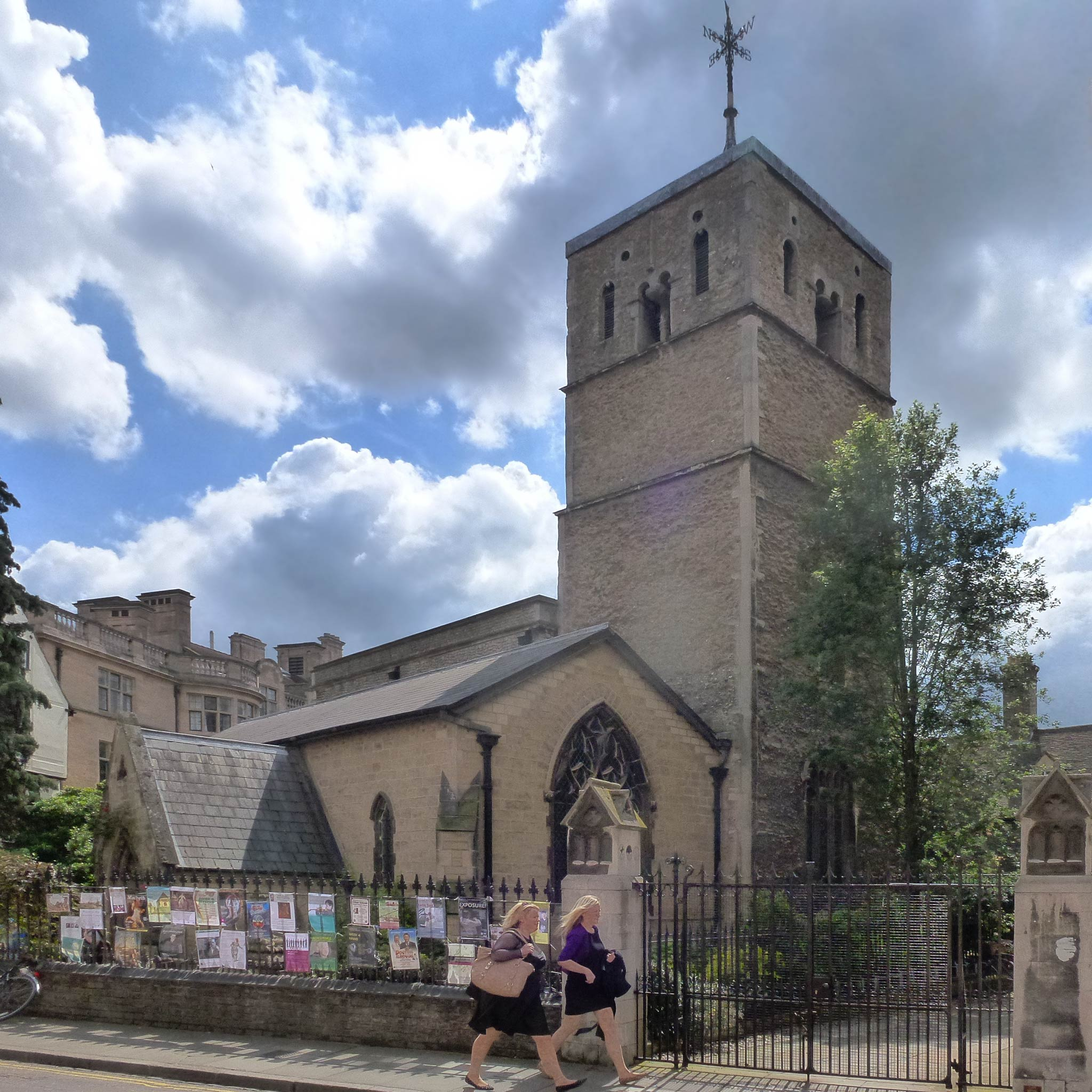
Église St Bene't, le plus ancien bâtiment debout du Cambridgeshire, à côté du Corpus Christi College.

Après le départ des Romains de Grande-Bretagne vers 410, l'emplacement peut avoir été abandonné par les Britto-Romains, bien que le site soit généralement identifié comme Cair Grauth, répertorié parmi les 28 civitas de Grande-Bretagne post-romaine dans Historia Brittonum attribué à Nennius. Il existe des preuves que les envahisseurs anglo-saxons commencent à occuper le territoire de Castle Hill et de ses alentours à la fin du siècle comme des objets funéraires anglo-saxons retrouvés dans cette zone.
Durant l'époque normande, le nom de la ville devient Grentabrige ou Cantebrigge (« Granta-bridge »), la rivière y coulant se nommant Granta. Avec le temps, le nom de la ville est devenu Cambridge, même si la rivière Cam est encore appelée Granta. Ce n'est que plus tard que cette rivière devient la Cam, en analogie avec le nom Cambridge. En moyen anglais, le nom de la colonie change en « Cambridge », dérivant du mot Camboricum, signifiant « passage » ou « gué » d'un ruisseau dans une ville ou une colonie, ; les tronçons inférieurs de la Granta changent leur nom en conséquence. L'université utilise un adjectif pseudo-latin cantabrigiensis (souvent contracté en « Cantab ») pour signifier « de Cambridge », mais il s'agit d'un mot qui découle du nom anglais 
Pendant cette période, Cambridge bénéficie de bonnes liaisons commerciales à travers The Fens, un pays marécageux difficile à traverser. Au VIIe siècle, la ville décline fortement et décrite par Bède le Vénérable comme une « petite ville en ruine » contenant le lieu de sépulture d'Etheldrède d'Ély. Cambridge est à la frontière entre les royaumes de l'Est-Anglie et des Angles du Milieu ; la colonie s'étend lentement des deux côtés de la rivière.
L'arrivée des Vikings est mentionnée dans la Chronique anglo-saxonne en 875, première référence connue d'un pont à Cambridge. La règle viking, le Danelaw, est imposée en 878. Leurs habitudes commerciales vigoureuses permettent à la ville de croitre rapidement. Au cours de cette période, le centre de la ville se déplace de Castle Hill sur la rive gauche de la rivière à la zone maintenant connue sous le nom de Quayside sur la rive droite.
Après la période viking, les Saxons reviennent au pouvoir, construisant des églises telles que l'église Saint-Bene't en 1025, toujours visible dans Benet's Street, des quais, des maisons de marchands et frappent une monnaie, qui produit des pièces avec le nom de la ville abrégé en « Grant ».
En 1068, deux ans après la Conquête normande de l'Angleterre, Guillaume le Conquérant construit un château sur Castle Hill, dont la motte castrale subsiste. Comme le reste du royaume nouvellement conquis, Cambridge tombe sous le contrôle du roi et de ses représentants.
La première charte de ville est accordée par Henri Ier entre 1120 et 1131. Il donne à Cambridge le monopole du trafic maritime et des péages et reconnait le tribunal du borough. L'église ronde (Round Church) caractéristique date de cette époque. En 1209, l'université  est fondée par des étudiants d'Oxford fuyant après un différend avec les dirigeants locaux,. Le plus ancien collège encore existant, Peterhouse, est fondé en 1284. L'école de Pythagore, fondée en 1200, est un des premiers établissements éducatifs de Cambridge, dont le bâtiment est encore visible dans le parc de St. John's College.
En 1349, Cambridge est touchée par la peste noire. Peu de documents subsistent ; 16 des 40 érudits de King's Hall décèdent. La ville au nord de la rivière est gravement touchée, étant presque anéantie. À la suite d'un nouveau dépeuplement après une deuxième épidémie en 1361, une lettre de l'évêque d'Ely suggère que deux paroisses de Cambridge soient fusionnées car il n'y a pas assez de monde pour remplir ne serait-ce qu'une église. Avec plus d'un tiers du clergé anglais qui est mort de la peste noire, quatre nouveaux collèges sont créés à l'université au cours des années suivantes pour former de nouveaux membres du clergé, à savoir Gonville Hall, Trinity Hall, Corpus Christi College et Clare College.
En 1382, une charte municipale révisée procède à une « diminution des libertés dont la communauté avait joui » en raison de la participation de Cambridge à la révolte des paysans. La charte transfère la surveillance de la boulangerie et du brassage, des poids et mesures, et de l'anticipation et de la restauration, de la ville à l'université.
Un des plus impressionnants bâtiments de la ville, King's College Chapel, est commencé en 1446, selon la volonté du roi Henri VI. La chapelle est construite par phases par une succession de rois d'Angleterre de 1446 à 1515, son histoire est mêlée à la Guerre des Deux-Roses ; elle est achevée sous le règne du roi Henri VIII. Le bâtiment deviendra synonyme de Cambridge et est actuellement utilisé dans le logo du conseil municipal de la ville.

### XVIe–XVIIIesiècles

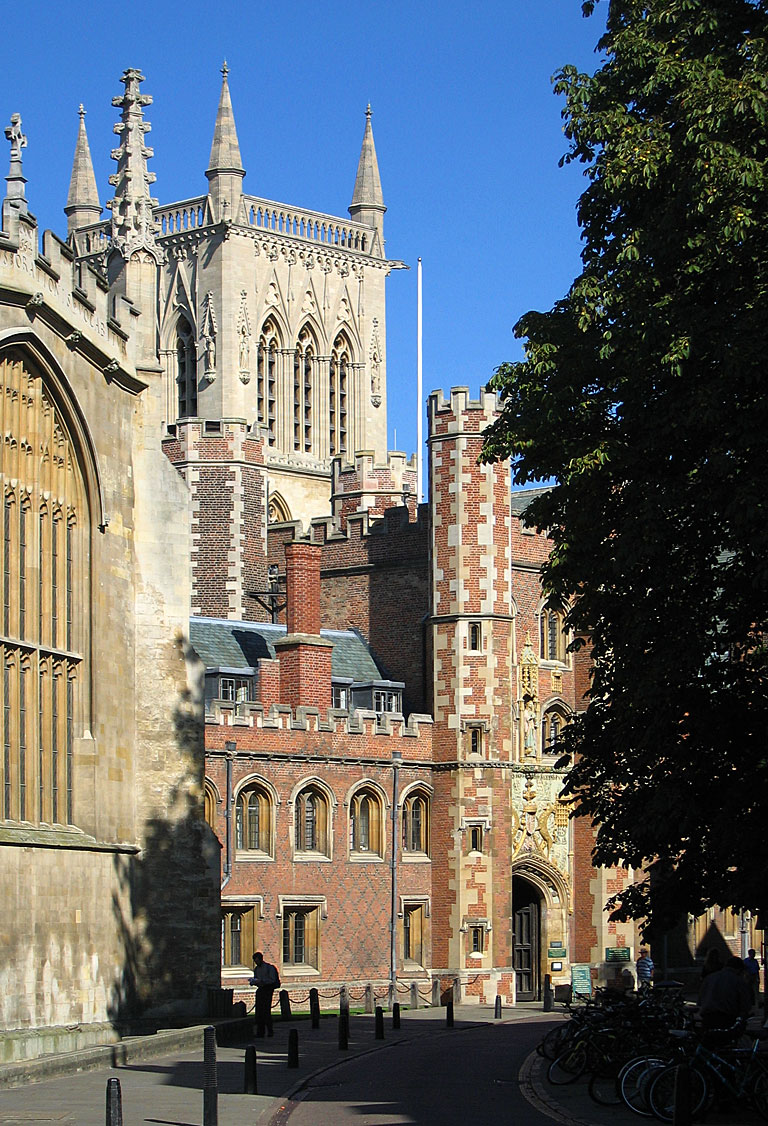
Trinity Street et l'entrée principale de St John's College avec la tour de la chapelle du collège à l'arrière-plan.

La maison d'édition Cambridge University Press débute avec un permis d'imprimer obtenu en 1534.
À la suite d'épidémies répétées de peste tout au long du XVIe siècle, le premier projet de canalisation pour amener l'eau potable jusqu'au centre-ville (Hobson's Conduit) est lancé en 1610 ; certaines parties existent encore aujourd'hui. L'eau est amenée de Nine Wells, au pied des collines Gog Magog au sud-est de Cambridge, au centre de la ville.
Cambridge joue un rôle important au début de la première révolution anglaise car c'est le siège de l'Association des comtés de l'Est, une organisation administrant une armée régionale d'Est-Anglie, qui devient le socle de l'effort militaire parlementaire avant la formation de la New Model Army. En 1643, le Parlement donne le contrôle de la ville à Oliver Cromwell, qui a fait ses études au Sidney Sussex College. Le château de la ville est fortifié et garni de troupes ; certains ponts sont détruits pour aider à sa défense. Bien que les forces royalistes s'approchent à moins de 2 milles de la ville en 1644, les défenses ne sont jamais utilisées et la garnison est supprimée l'année suivante.
Addenbrooke's Hospital est fondé en 1766.

### Début de l'ère industrielle
Au XIXe siècle, comme de nombreuses autres villes anglaises, Cambridge se développe rapidement, en partie en raison de l'augmentation de l'espérance de vie et de l'amélioration de la production agricole, ce qui entraîne un accroissement des échanges sur les marchés de la ville. Le mouvement des enclosures de 1801 et 1807 permet à la ville de s'étendre sur les champs ouverts environnants ; en 1912, et à nouveau en 1935, ses limites sont étendues pour inclure Chesterton, Cherry Hinton et Trumpington.
Le chemin de fer arrive en 1845 après une résistance initiale, avec l'ouverture de la ligne Londres-Norwich du Great Eastern Railway. D'après la légende, la station est située à l'extérieur du centre-ville à la suite de la pression de l'université pour restreindre les déplacements des étudiants de premier cycler et éviter qu'ils ne soient distraits par une rapide escapade à Londres. Avec l'arrivée du chemin de fer et l'emploi qu'il engendre, les zones autour de la gare, comme Romsey Town, se développent. La liaison ferroviaire avec Londres stimule des industries plus lourdes, telles que la production de briques, de ciment et de malt.

### XXeetXXIesiècles
Des années 1930 aux années 1980, la ville s'agrandit avec la construction de plusieurs grands logements sociaux. La zone au nord de la rivière est principalement impactée, où sont maintenant les quartiers d'East Chesterton, King's Hedges et Arbury où l'archevêque de Cantorbéry Rowan Williams a vécu et travaillé comme prêtre adjoint au début des années 1980.
Pendant la Seconde Guerre mondiale, Cambridge est un important centre de défense de la côte est. La ville devient un centre militaire, avec un centre d'entraînement de la Royal Air Force et les quartiers généraux régionaux du Norfolk, Suffolk, Essex, Cambridgeshire, Huntingdonshire, Hertfordshire et Bedfordshire constitués pendant le conflit. La ville elle-même échappe quasiment aux bombardements allemands, qui visent principalement le chemin de fer. 29 personnes sont tuées et aucun bâtiment historique n'est endommagé. En 1944, une réunion secrète de chefs militaires qui se tient au Trinity College jette les bases de l'invasion alliée de l'Europe. Pendant la guerre, Cambridge sert de centre d'évacuation pour plus de 7 000 Londoniens, ainsi que pour certaines parties de l'université de Londres.
Cambridge obtient son statut de cité en 1951 en reconnaissance de son histoire, de son importance administrative et de son succès économique. Cambridge n'a pas de cathédrale, traditionnellement une condition préalable au statut de cité, mais relève du diocèse d'Ely de l'Église d'Angleterre. En 1962, sa première galerie marchande, Bradwell's Court, ouvre ses portes sur Drummer Street ; elle est démolie en 2006. D'autres centres commerciaux suivent à Lion Yard, qui abrite une bibliothèque centrale destinée à la ville ; le Grafton Center remplace le parc immobilier victorien délabré du quartier de Kite, un projet à l'époque controversé.
Autour de la ville, se trouve la « Silicon Fen », région connue par la croissance de ses industries de haute technologie et des incubateurs qui s'y sont développés. L'université est rejointe en 1992 par Anglia Polytechnic qui devient Anglia Polytechnic University. Rebaptisée Université Anglia Ruskin (ARU) en 2005, l'institution trouve ses origines dans la Cambridge School of Art ouverte en 1858 par John Ruskin. Sa réputation en matière d'éducation a conduit d'autres entités telles que l'Open University d'East Anglia, à venir s'installer en ville. L'Open University a un bureau opérant sur Hills Road.
Une étude effectuée par le cabinet de consultants CACI en 2004 aboutit à la conclusion qu'un quartier du centre-ville de Cambridge serait « la capitale des fumeurs » du Royaume-Uni. En effet, les habitants de ce quartier semblent dépenser davantage d'argent en cigarettes que ceux d'autres régions du pays, avec plus de deux mille livres sterling par an. Ce quartier est celui de plusieurs collèges de l'université, tels que Clare, King's College et Trinity College.
Le 5 mars 2004, le statut de ville du commerce équitable est décerné à Cambridge.
Le 29 octobre 2004, le célèbre jeu de société Monopoly lance la publication d'une édition spéciale sur Cambridge.

### Université de Cambridge

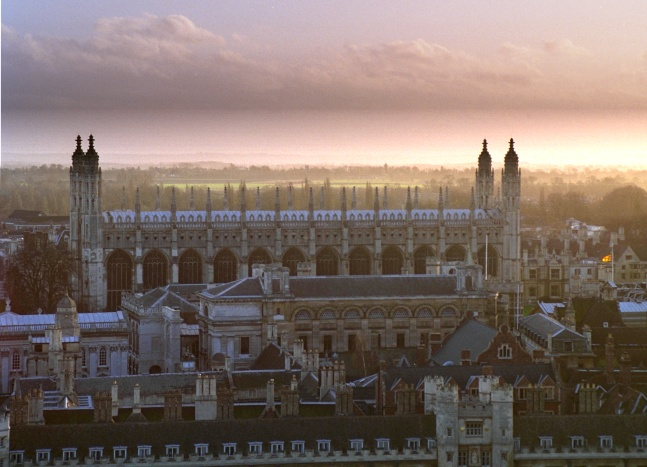
King's College Chapel.

L’université de Cambridge est mondialement célèbre avec celle tout aussi connue d'Oxford. Toutes deux forment la quintessence du système universitaire élitiste anglais. Depuis 800 ans, il existe une certaine rivalité entre les deux universités mais Oxford et Cambridge ont malgré tout de nombreux points communs, du point de vue de leur structure, leurs traditions, leur élitisme ou leur architecture. Le nom Oxbridge a été créé pour parler de ces deux universités.
La ville et l'université sont étroitement imbriquées. Il n'y a pas, contrairement au schéma classique, de campus propre à l'université. La ville et l'université s'étant développées simultanément depuis 800 ans, de nombreux bâtiments (laboratoires, amphithéâtres, bâtiments administratifs, bibliothèque) sont disséminés au sein de la ville, le centre historique étant bien sûr occupé par les collèges ou laboratoires les plus anciens.
L’université est composée de 31 collèges, visitables pour la plupart. Les collèges les plus prestigieux, de par leur ancienneté et leur architecture, sont Trinity College, dont les ressources sont colossales, King's College, bastion de l'économie keynésienne et dont la monumentale King's College Chapel possède un des plus fameux chœurs de l'Angleterre, St John's College, rival de son voisin Trinity, et enfin Emmanuel College, plus modeste mais réputé pour la qualité des travaux académiques de ses étudiants.

## Géographie et environnement

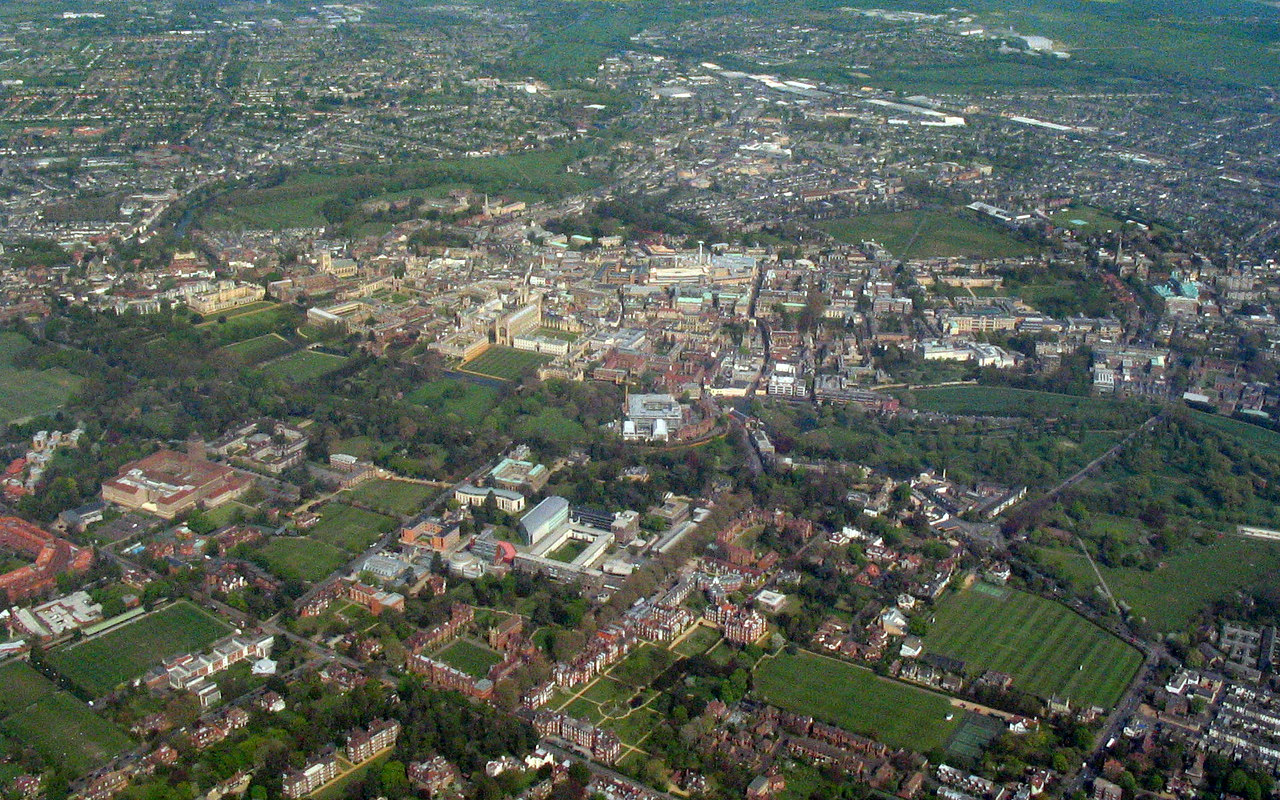
Vue aérienne.

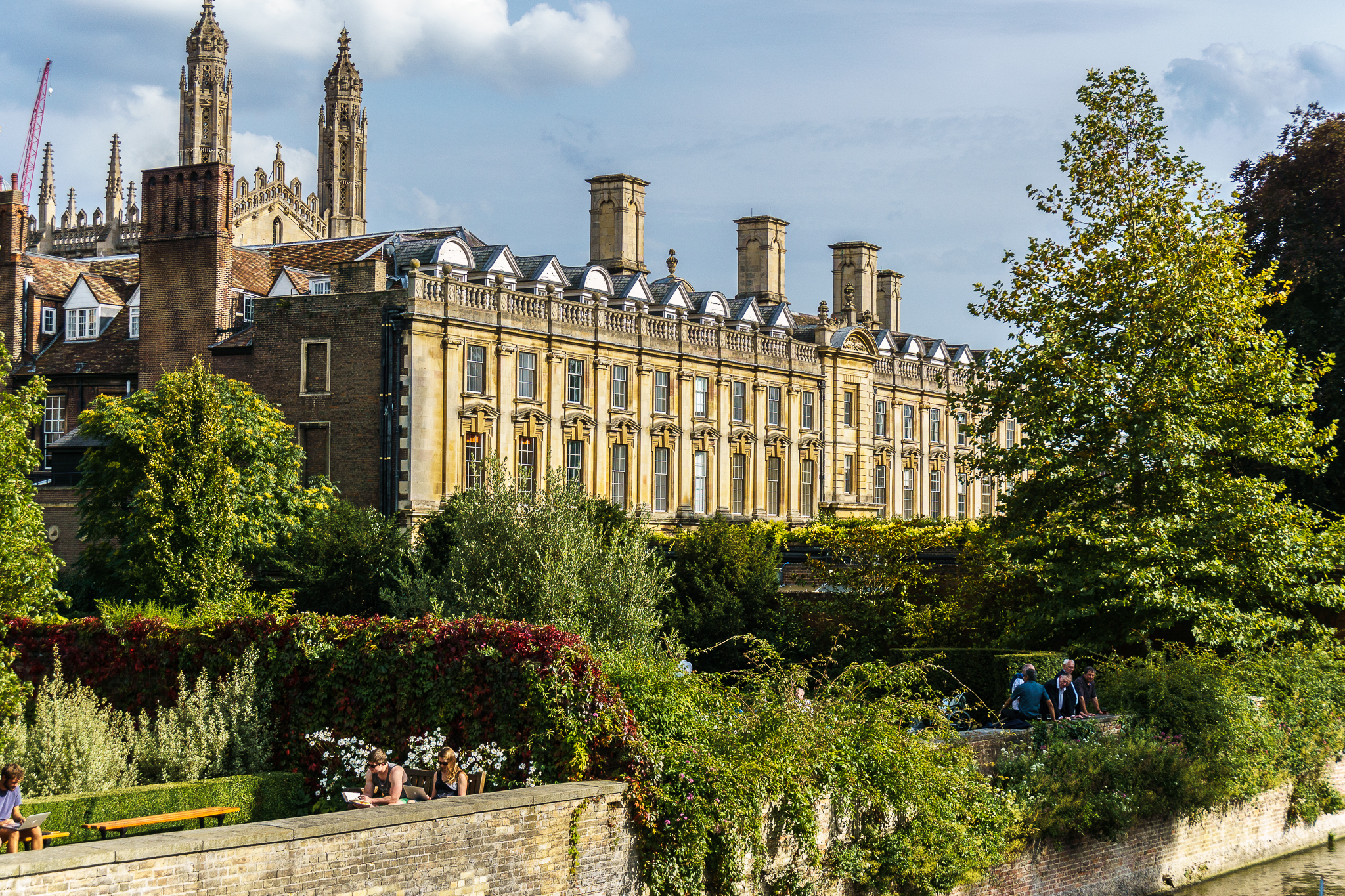
Clare College.

Cambridge est situé à environ 55 milles au nord-est de Londres et 95 milles à l'est de Birmingham. La ville est située sur un terrain plat, relativement bas, juste au sud  de The Fens, qui varie entre 6 et 24 m au-dessus du niveau de la mer. La ville était historiquement entourée de marais qui ont été drainés au fur et à mesure de son expansion.
Le sous-sol de Cambridge se compose d'argile du Gault et de Chalk Marl, connue localement sous le nom de « Cambridge Greensand », partiellement recouvert de gravier. Une couche de nodules phosphatés (coprolithes) sous la marne a été exploitée au XIXe siècle pour l'engrais, devenant une industrie majeure dans le comté ; les bénéfices obtenus ont donné naissance à des bâtiments tels que le Corn Exchange, l'hôpital Fulbourn et St John's College jusqu'à ce que la loi de 1894 sur les carrières et la concurrence américaine mettent fin à la production.
La rivière Cam traverse la ville depuis le village de Grantchester, vers le sud-ouest. Elle est bordée dans la ville de plaines inondables, telles que Sheep's Green, ainsi que de zones résidentielles. Comme la plupart des villes, Cambridge compte aujourd'hui de nombreuses banlieues et zones de logements de haute densité. Le centre-ville est principalement composé de bâtiments commerciaux, historiques et de grands espaces verts tels que Jesus Green, Parker's Piece et Midsummer Common. Certaines rues du centre sont piétonnes.
La croissance démographique a nécessité de nouveaux  logements au XXIe siècle, avec des projets tels que CB1 et Accordia près de la gare, et des développements tels que Great Kneighton, anciennement connu sous le nom de Clay Farm, et Trumpington Meadows au sud de la ville. D'autres développements majeurs se situent dans la ville, dont Darwin Green (anciennement NIAB) et les développements menés par l'université à West Cambridge et North West Cambridge (Eddington).
L'ensemble du centre-ville, ainsi que des quartiers de Chesterton, Petersfield, West Cambridge, Newnham et Abbey, dépendent d'une zone de gestion de la qualité de l'air, mise en place pour contrer les niveaux élevés de dioxyde d'azote dans l'atmosphère.

### Climat

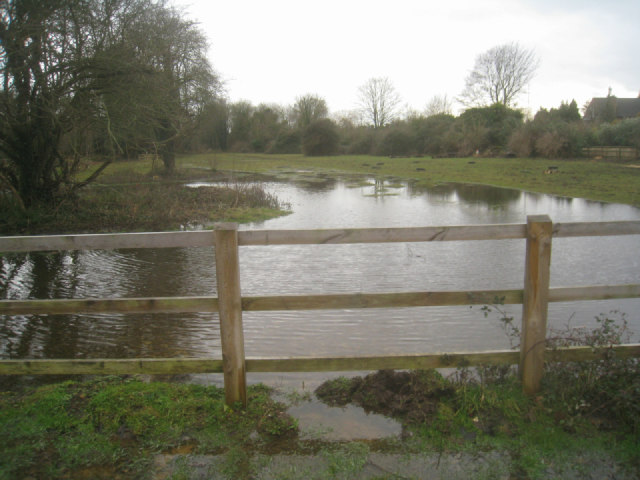
Champ inondé dans la banlieue de Cambridge.

La ville a un climat océanique (Classification de Köppen Cfb). Cambridge dispose d'une station météorologique officielle au jardin botanique de l'université de Cambridge, à environ 1 mille au sud du centre-ville. De plus, le groupe de technologie numérique du département d'informatique et de technologie de l'université maintient une station météo sur le site de West Cambridge, affichant les conditions météorologiques en ligne via des navigateurs Web ou une application mobile, ainsi que des archives datant de 1995.
Le climat océanique de la ville, comme la majeure partie du Royaume-Uni, est fortement influencé par le Gulf Stream. Située dans la région la plus sèche de Grande-Bretagne,, les précipitations moyennes y sont d'environ 570 mm par an, soit environ la moitié de la moyenne nationale. L'année récente la plus sèche est 2011 avec 380,4 mm de pluie au jardin Botanique et 347,2 mm sur le site du NIAB, juste en dessous du seuil de précipitations d'un climat semi-aride pour la région, qui est de 350 mm de précipitations annuelles. À l'inverse, 2012 a été l'année la plus humide jamais enregistrée, avec 812,7 mm signalé. Les accumulations de neige sont généralement faibles, en partie à cause de la faible altitude et de la faible tendance aux précipitations lors des épisodes transitoires.
En raison de sa position basse, intérieure et orientale dans les îles britanniques, les températures estivales ont tendance à être un peu plus élevées que dans les régions plus à l'ouest et rivalisent souvent ou même dépassent celles enregistrées dans la région de Londres. Cambridge enregistre également souvent la température nationale annuelle la plus élevée au cours d'une année : 30,2 en juillet 2008 au NIAB et 30,1 en août 2007 au jardin botanique en sont deux exemples récents ; les autres années incluent 1876, 1887, 1888, 1892, 1897, 1899 et 1900. Le maximum absolu se situe à 39,9 enregistré le 19 juillet 2022 au jardin botanique. Avant cette date, Cambridge détenait le record de la température maximale de tous les temps au Royaume-Uni, après avoir enregistré 38,7 le 25 juillet 2019. La température atteint 25,1 ou plus sur plus de 25 jours de l'année sur la période 1981-2010 avec le jour annuel le plus chaud en moyenne de 31,5  sur la même période.
La température minimale absolue enregistrée sur le site du jardin botanique est de -17,2, enregistré en février 1947, bien qu'un minimum de -17,8 a été enregistré sur le site de l'observatoire aujourd'hui disparu en décembre 1879. Plus récemment, la température est tombée à -15,3 le 11 février 2012, -12,2 le 22 janvier 2013 et -10,9 le 20 décembre 2010.
La fréquence moyenne des gelées varie de 42,8 jours sur le site du NIAB à 48,3 jours au jardin botanique par an sur la période 1981-2010. En règle générale, la nuit la plus froide de l'année au jardin botanique se situe à -8,0. Ces températures minimales et ces moyennes de gel sont typiques des zones intérieures d'une grande partie du sud et du centre de l'Angleterre.
L'ensoleillement est en moyenne d'environ 1 500 heures par an, soit environ 35 % des possibilités, un niveau typique de la plupart du centre de l'Angleterre intérieure.

### Écologie

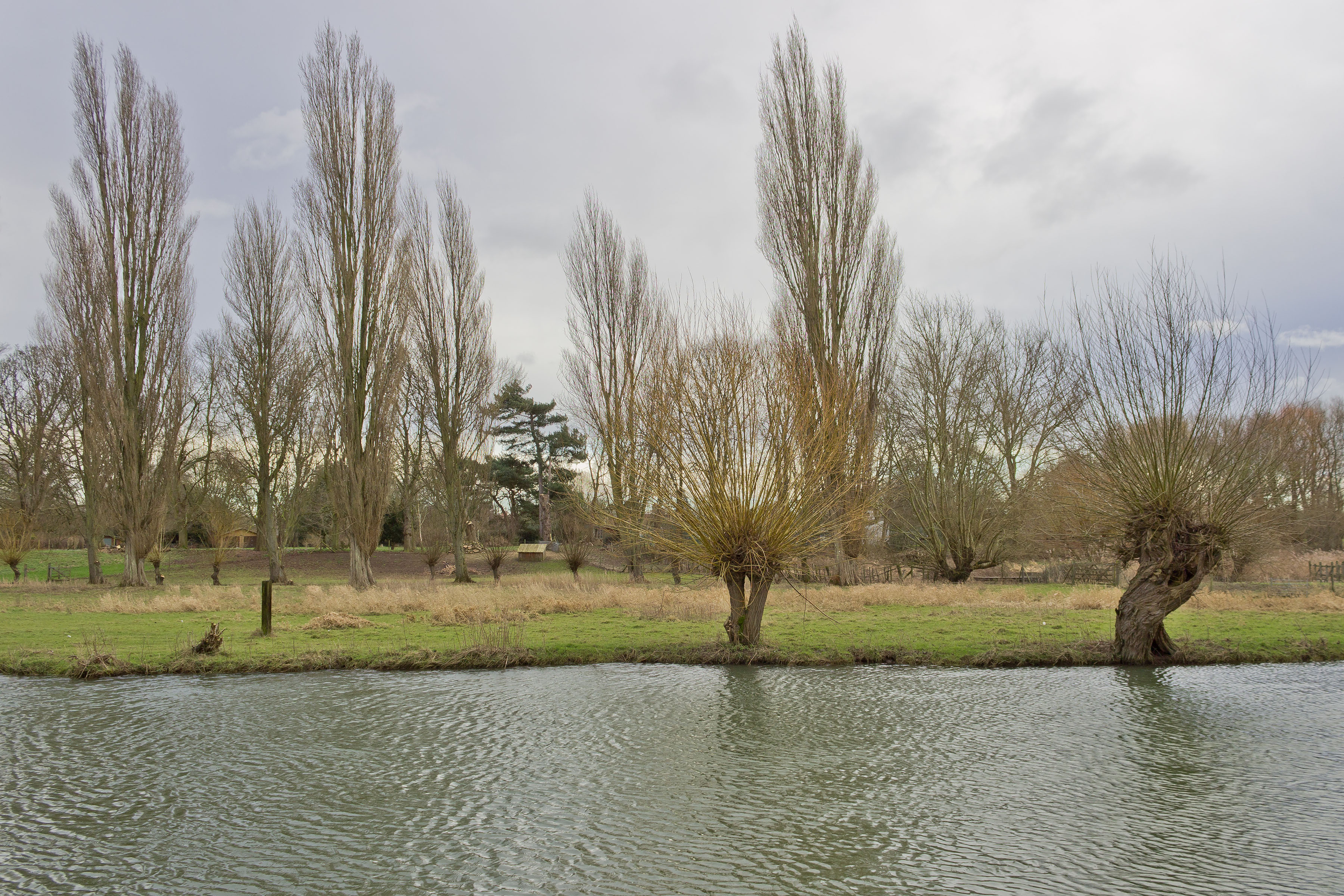
Paradise Reserve au bord de la Cam.

La ville héberge trois sites d'intérêt scientifique particulier (SSSI), à Cherry Hinton East Pit, Cherry Hinton West Pit et Travelers Pit et dix réserves naturelles locales (LNR) : Sheep's Green et Coe Fen, Coldham's Common, Stourbridge Common, Nine Wells, Byron's Pool, West Pit, Paradise, Barnwell West, Barnwell East et Logan's Meadow.

### Ceinture verte
Cambridge est entourée d'une ceinture verte dans le cadre d'une politique environnementale et de planification plus large définie pour la première fois en 1965 et officialisée en 1992,. Alors que quelques petites étendues de ceinture verte existent en marge des limites de la ville, une grande partie de la zone protégée se trouve dans les districts environnants du South Cambridgeshire et à proximité de l'East Cambridgeshire, aidant à maintenir les espaces verts locaux, à empêcher l'étalement urbain et l'expansion non planifiée de la ville, ainsi que la protection des petits villages périphériques contre une plus grande convergence entre eux ainsi qu'avec la ville.

## Démographie

Pyramide des âges à Cambridge en 2020.

Lors du Recensement de la population de 2011, la population de la zone bâtie contiguë de Cambridge (zone urbaine) était de 158 434 tandis que celle de la zone du conseil municipal était de 123 867.
Lors du recensement de 2001 tenu pendant l'année universitaire, 89,44% des résidents de Cambridge se sont identifiés comme blancs, contre une moyenne nationale de 92,12%. Au sein de l'université, 84% des étudiants de premier cycle et 80% des étudiants de troisième cycle se sont identifiés comme blancs (y compris les étudiants étrangers).
Cambridge a une proportion bien supérieure à la moyenne de personnes occupant les emplois professionnels de gestion ou administratifs les mieux rémunérés (32,6 % contre 23,5 %) et une proportion bien inférieure à la moyenne de travailleurs manuels (27,6 % contre 40,2 %). En outre, 41,2% ont un diplôme de niveau supérieur (par exemple licence universitaire, diplôme national supérieur, master ou doctorat), proportion bien supérieure à la moyenne nationale de 19,7%.
Le Centre for Cities a identifié Cambridge comme la ville la plus inégale du Royaume-Uni en 2017 et 2018. Le revenu des résidents y était le moins uniformément réparti des 57 villes britanniques mesurées, avec ses 6 % les mieux rémunérés représentant 19 % de son revenu total et les 20 % inférieurs pour seulement 2 %, et un coefficient de Gini de 0,460 en 2018,.

## Gouvernance

### Gouvernance locale

Carte des limites électorales de la ville en 2010 avec les différents quartiers.

Cambridge est un district non métropolitain - l'un des six districts du comté de Cambridgeshire - et est administré par un conseil municipal, le Cambridge City Council. Le district couvre la majeure partie de la zone urbaine de la ville, bien que certaines banlieues s'étendent dans le district voisin du South Cambridgeshire. Le siège du conseil municipal se trouve dans le Guildhall, un grand bâtiment sur la place du marché. Cambridge a reçu une charte royale du roi Jean en 1207, qui a permis la nomination d'un maire ; le premier maire documenté, Harvey FitzEustace, a servi en 1213. Les conseillers municipaux élisent désormais un maire chaque année.
À des fins électorales, la ville est divisée en 14 quartiers : Abbey, Arbury, Castle, Cherry Hinton, Coleridge, East Chesterton, King's Hedges, Market, Newnham, Petersfield, Queen Edith's, Romsey, Trumpington et West Chesterton. Aux élections de 2019, les travaillistes ont conservé leur majorité.
Chacun des 14 quartiers élit également des conseillers au conseil du comté de Cambridgeshire, qui est responsable des services, notamment de l'enseignement scolaire, des services sociaux et des autoroutes.
Depuis 2017, Cambridge fait également partie de la zone de l'Autorité combinée du Cambridgeshire et Peterborough (Cambridgeshire and Peterborough Combined Authority), qui est dirigée par un maire du Cambridgeshire et Peterborough directement élu. La ville est représentée au sein de l'instance par le président du conseil municipal.

### Représentation parlementaire
La circonscription parlementaire de Cambridge couvre la majeure partie de la ville. Ele est représentée par Daniel Zeichner (travailliste) depuis les élections générales britanniques de 2015. Le siège était généralement détenu par les conservateurs jusqu'à ce qu'il soit remporté par les travaillistes en 1992, puis par les libéraux-démocrates en 2005 et 2010, avant de revenir aux travaillistes en 2015. Une zone sud de la ville, le quartier de Queen Edith fait partie de la circonscription du South Cambridgeshire, dont le député est Anthony Browne (conservateur), élu pour la première fois en 2019.
L'université de Cambridge avait autrefois deux sièges à la Chambre des communes ; Sir Isaac Newton en a été l'un des députés les plus notables. La circonscription de l'Université de Cambridge a été abolie en vertu de la législation de 1948 et a cessé lors de la dissolution du Parlement pour les élections générales britanniques de 1950, ainsi que les autres circonscriptions universitaires.

## Économie

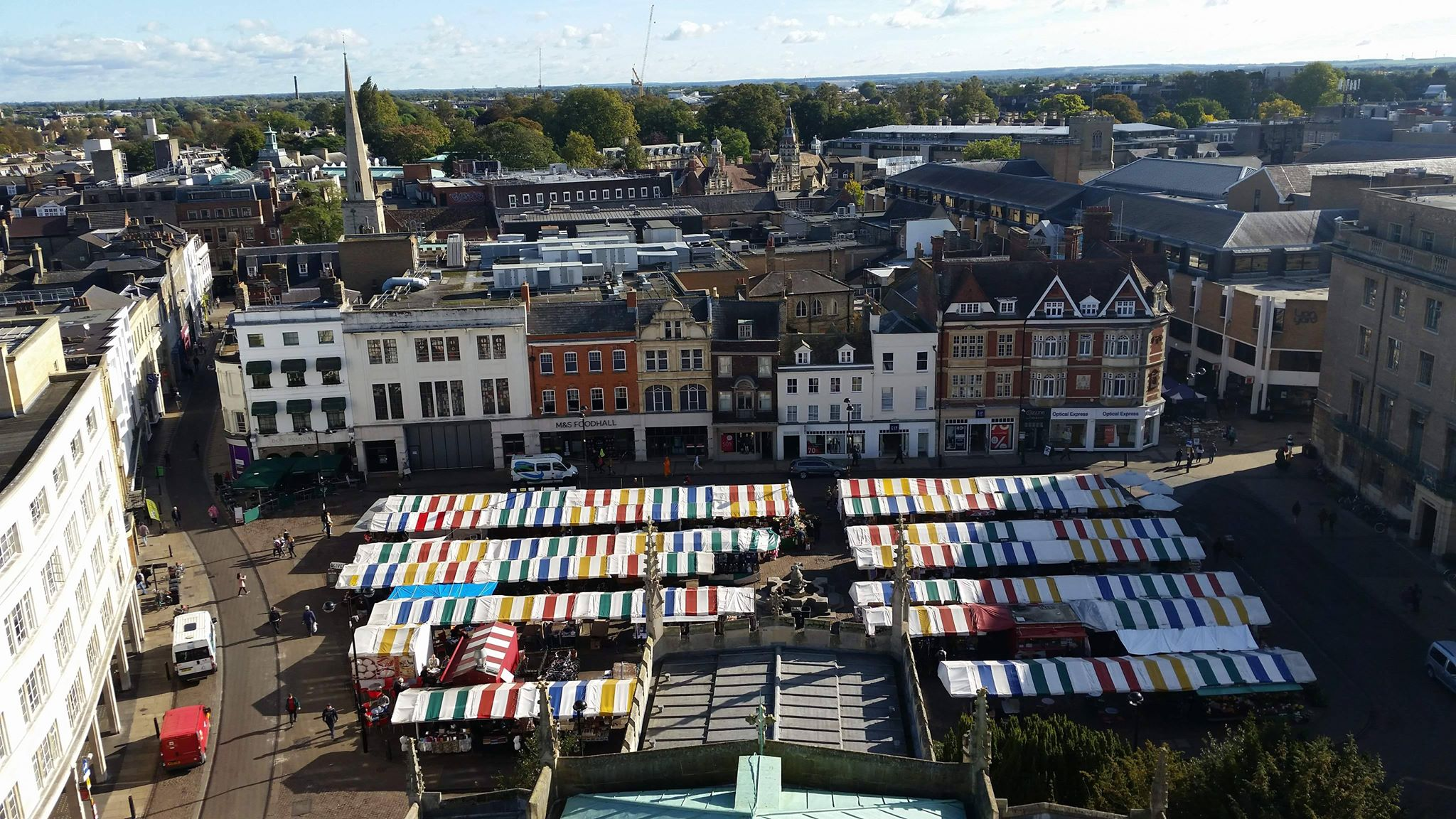
Le marché de Cambridge vu de la tour de l'église St Mary the Great.

Historiquement, le lien fluvial de la ville avec les terres agricoles environnantes et les liaisons routières vers Londres dans le sud ont permis à Cambridge d'être un lieu de commerce régional important. Le roi Henri Ier lui accorde le monopole du commerce fluvial, privilégiant ce secteur de l'économie. Le marché de la ville permet le commerce d'une grande variété de marchandises et des foires commerciales annuelles telles que la foire de Stourbridge et la foire du milieu de l'été sont visitées par des marchands de tout le pays. La rivière est décrite dans un récit de 1748 comme étant « souvent si pleine de [bateaux marchands] que la navigation en est arrêtée pendant un certain temps ». Par exemple, 2 000 tonnelets de beurre étaient amenés chaque lundi des terres agricoles du nord-est, en particulier du Norfolk, pour être déchargés dans la ville pour être transportés par route vers Londres. L'évolution des modèles de distribution au détail et l'avènement des chemins de fer provoquent un déclin de l'importance de Cambridge en tant que bourg.
Cambridge a aujourd'hui une économie diversifiée, en force dans des secteurs tels que la recherche et développement, le conseil en logiciels, l'ingénierie à haute valeur ajoutée, les industries créatives, les produits pharmaceutiques et le tourisme. Décrite comme l'une des « plus belles villes du monde » par Forbes en 2010, avec la vue de The Backs sélectionnée comme l'une des 10 plus belles d'Angleterre par le président du National Trust, Simon Jenkins. Le tourisme génère plus de 750 £ millions pour l'économie de la ville.
Cambridge et ses environs sont parfois appelés Silicon Fen, une allusion à la Silicon Valley, en raison de la densité d'entreprises de haute technologie et d'd'incubateurs technologiques qui se sont développés sur les parcs scientifiques autour de la ville. Bon nombre de ces parcs et bâtiments sont détenus ou loués par des collèges universitaires, et les entreprises ont souvent été créées à partir de l'université. Cambridge Science Park, qui est le plus grand centre de recherche et développement commercial d'Europe, appartient au Trinity College, ;  St John's College est le propriétaire du St John's Innovation Centre. Les entreprises technologiques comprennent Abcam, CSR, ARM Limited, CamSemi, Jagex et Sinclair Research. Microsoft a situé ses bureaux de Microsoft Research UK à West Cambridge, séparés du campus principal de Microsoft UK à Reading, et possède également un bureau sur Station Road.
Cambridge était également le siège de Pye Ltd, fondée en 1898 par WG Pye, qui travaillait au laboratoire Cavendish ; il a commencé par fournir l'université et s'est ensuite spécialisé dans les équipements de télégraphie sans fil, les radios, les télévisions et les équipements de défense. Pye Ltd a évolué en plusieurs autres sociétés, dont le fabricant d'équipements radio TETRA. Marshall Aerospace est une autre entreprise majeure située à l'est de la ville. Le Cambridge Network permet aux entreprises de rester en contact les unes avec les autres.

## Culture

### Théâtre

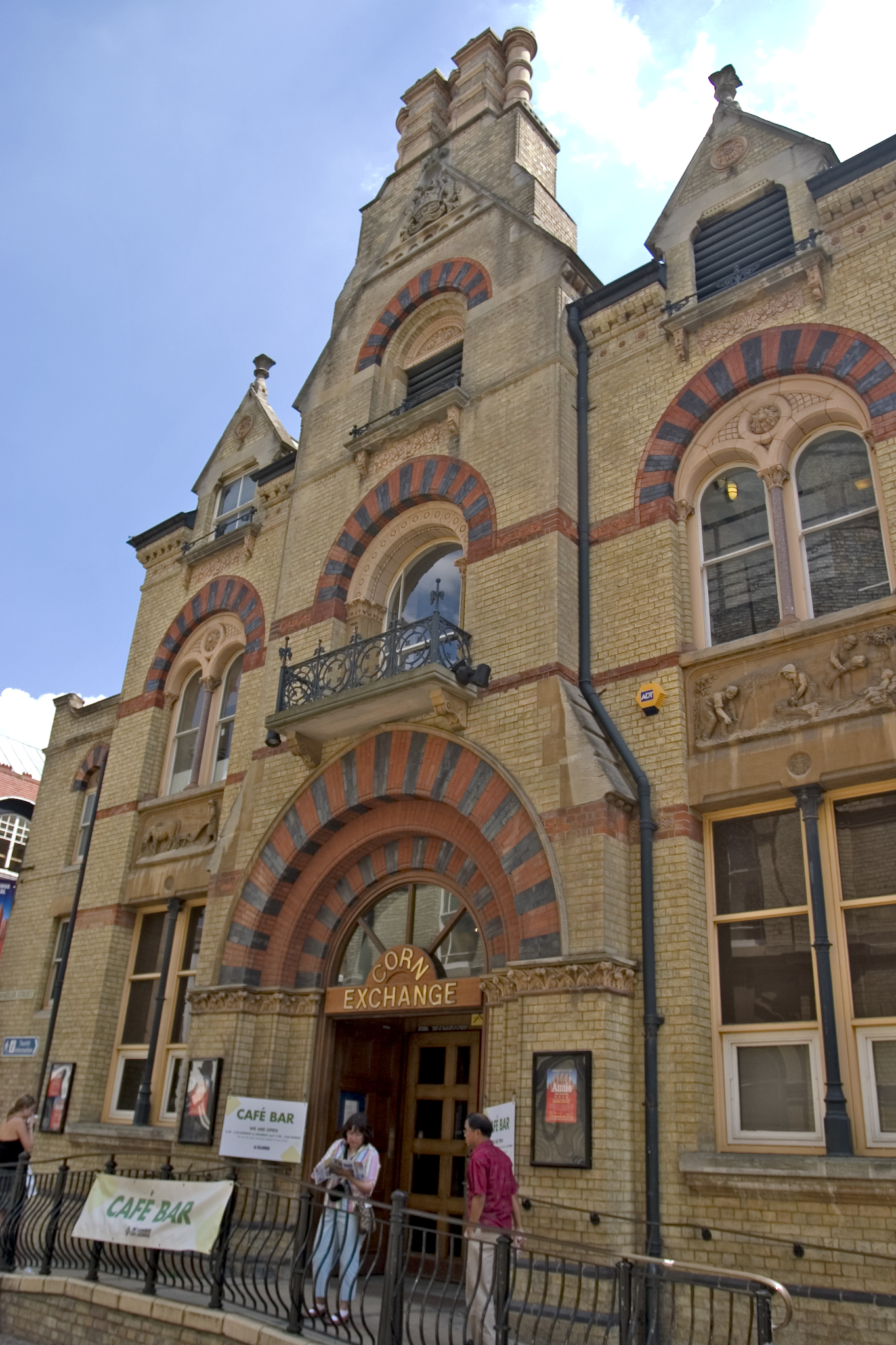
Cambridge Corn Exchange.

Le Cambridge Arts Theatre est le principal théâtre de Cambridge, une salle de 666 places dans le centre-ville. Le théâtre accueille souvent des spectacles en tournée, ainsi que ceux des compagnies locales. Le plus grand lieu de la ville pour organiser régulièrement des représentations théâtrales est le Cambridge Corn Exchange, qui a une capacité de 1 800 places debout ou 1 200 places assises. Installé dans l'ancien bâtiment de la bourse au maïs du XIXe siècle, le lieu a été utilisé pour une variété d'autres fonctions tout au long du XXe siècle, y compris des tea parties, des salons automobiles, des matchs sportifs ou comme salle de concert avec une scène temporaire. Le conseil municipal a rénové le bâtiment dans les années 1980, le transformant en un lieu artistique à plein temps, accueillant des spectacles de théâtre, de danse et de musique.
Le J2 de 220 places est la salle de théâtre la plus récente, qui fait partie de Cambridge Junction dans le parc de loisirs de la ville. Le lieu a été ouvert en 2005 et accueille du théâtre, de la danse, de la musique live et de la comédie. Le théâtre ADC est géré par l'université de Cambridge et propose généralement 3 spectacles par semaine pendant les périodes scolaires. Il accueille le Cambridge Footlights qui a formé de nombreuses personnalités marquantes de la comédie britannique. Le théâtre Mumford fait partie de l'université Anglia Ruskin et accueille des spectacles de groupes d'étudiants et de non étudiants. Il existe également un certain nombre de sites dans les collèges.

### Musées
Il existe plusieurs musées remarquables, certains gérés par le consortium des musées de l'Université de Cambridge et d'autres indépendants de celui-ci.
Le Fitzwilliam Museum est le plus grand musée de la ville et le principal musée des musées de l'Université de Cambridge. Fondé en 1816 à partir du legs et des collections de Richard Fitzwilliam (7e vicomte Fitzwilliam), le musée était à l'origine situé dans le bâtiment de la Perse Grammar School à Free School Lane. Après un bref séjour à la bibliothèque de l'Université de Cambridge, il a déménagé dans son bâtiment actuel construit à cet effet sur Trumpington Street en 1848. Le musée compte cinq départements : Antiquités, Arts appliqués, Monnaies et médailles, Manuscrits et livres imprimés, Peintures, dessins et estampes. Les autres musées de l'université de Cambridge sont le musée d'archéologie et d'anthropologie, le Scott Polar Research Institute, le musée Sedgwick des sciences de la Terre, le musée d'archéologie classique, le musée Whipple d'histoire des sciences et le musée universitaire de zoologie.
Le Museum of Cambridge, anciennement connu sous le nom de Cambridge & County Folk Museum, est un musée d'histoire sociale situé dans un ancien pub de Castle Street. Le Center for Computing History, un musée consacré à l'histoire de l'ère de l'information, a déménagé à Cambridge depuis Haverhill en 2013. Installé dans une ancienne station de pompage des eaux usées, le Cambridge Museum of Technology possède une collection d'objets de grande taille liés au patrimoine industriel de la ville.

### Musique

#### Musique populaire
Pink Floyd est le groupe le plus notable ayant des racines à Cambridge. L'ancien auteur-compositeur, guitariste et chanteur du groupe, Syd Barrett, est né et a vécu dans la ville. Lui et un autre membre fondateur, Roger Waters, sont allés à l'école ensemble à la Cambridgeshire High School for Boys. David Gilmour, le guitariste qui a remplacé Barrett, est également un résident de Cambridge et a fréquenté la Perse School à proximité. Les groupes formés à Cambridge incluent Clean Bandit, Henry Cow, The Movies, Katrina and the Waves, The Soft Boys, Ezio, The Broken Family Band, Uncle Acid and the Deadbeats, et le groupe pop-classique The King's Singers, formé à l'université. L'artiste solo Boo Hewerdine est originaire de Cambridge, tout comme les artistes de drum and bass (et similaires) Nu:Tone et Logistics. Les chanteurs Matthew Bellamy du groupe de rock Muse, Tom Robinson, Olivia Newton-John et Charli XCX sont nés dans la ville. Les lauréats du Mercury Prize 2012 Alt-J sont basés à Cambridge.
Les salles de concert accueillant de la musique populaire dans la ville comprennent le Cambridge Corn Exchange, Cambridge Junction, les Portland Arms et The Blue Moon,.

#### Musique classique
Lancé en 1991, le festival annuel de musique de Cambridge a lieu chaque mois de novembre. Le Cambridge Summer Music Festival a lieu en juillet.

### Art contemporain
La galerie d'art moderne et contemporain Kettle's Yard et la galerie Heong, qui a ouvert ses portes au public en 2016 au Downing College, sont installées à Cambridge. L'Université Anglia Ruskin exploite la Ruskin Gallery, accessible au public, au sein de la Cambridge School of Art. Wysing Arts Center, l'un des principaux centres de recherche sur les arts visuels en Europe, est associé à la ville, bien qu'il soit situé à plusieurs kilomètres à l'ouest de Cambridge. Des organisations gérées par des artistes, notamment Aid & Abet, Cambridge Art Salon, Changing Spaces et Motion Sickness  organisent également des expositions, des événements et des ateliers d'artistes dans la ville, souvent dans des espaces de courte durée ou temporaires.

### Festivals et événements

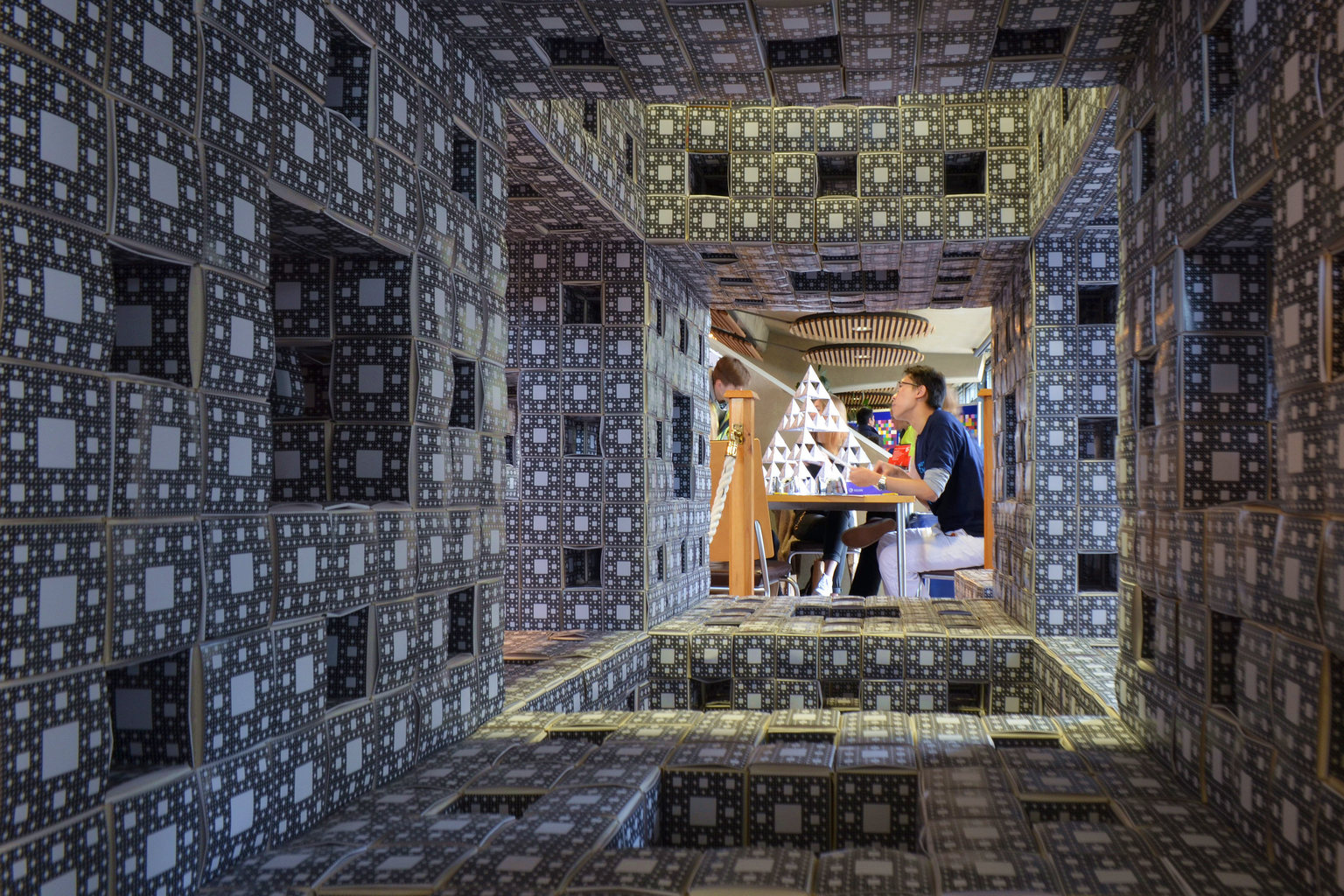
Modèles de triangle de Sierpiński et d'éponge de Menger au Cambridge Science Festival.

Plusieurs foires et festivals ont lieu à Cambridge, principalement pendant le British summer. La Foire du solstice d'été remonte à 1211, lorsqu'elle reçut une charte du roi Jean sans Terre. Aujourd'hui, elle subsiste principalement comme une fête foraine annuelle avec le vestige d'un marché et se déroule sur plusieurs jours autour ou à proximité de Midsummer. Le premier samedi de juin, Midsummer Common est le site de la Strawberry Fair, une foire gratuite de musique et pour les enfants, avec divers étals de marché. Le festival annuel de la bière de Cambridge a lieu pendant une semaine en mai sur Jesus Green depuis 1974.
Le Cambridge Folk Festival a lieu chaque année dans le parc du Cherry Hinton Hall. Le festival est organisé par le conseil municipal depuis sa création en 1964. Le Cambridge Summer Music Festival est un festival annuel de musique classique, organisé dans les collèges et les chapelles de l'université. Le Cambridge Shakespeare Festival est constitué de huit semaines de représentations en plein air des œuvres de William Shakespeare, organisées dans les jardins de divers collèges de l'université. Ayant débuté en 1977, le Festival du film de Cambridge a eu lieu chaque année en juillet, déplacé en septembre en 2008 pour éviter toute concurrence avec le Festival international du film d'Édimbourg.
Le Cambridge Science Festival, qui se tient généralement chaque année en mars, est le plus grand festival scientifique gratuit du Royaume-Uni. Le Cambridge Literary Festival, qui se concentre sur la fiction littéraire contemporaine et la non-fiction, a lieu deux fois par an, en avril et novembre. Entre 1975 et 1985, le Cambridge Poetry Festival a eu lieu tous les deux ans. La foire annuelle d'hiver de Mill Road se tient le premier samedi de décembre ; le festival E-luminate a eu lieu tous les mois de février de 2013 à 2018, et The Big Weekend, un événement extérieur, est organisé par la Mairie chaque mois de juillet.
L'organisateur du festival pense que trois festivals gratuits organisés en 1969, 1970 et 1971, mettant en vedette des artistes tels que David Bowie, King Crimson, Roy Harper, Spontaneous Combustion, UFO et d'autres, ont été les premiers festivals gratuits de musique rock de plusieurs jours au Royaume-Uni,,,,,,,,.

### Littérature et cinéma
La ville est le décor de tout ou partie de plusieurs romans, dont Un cheval dans la salle de bains de Douglas Adams, They Were Defeated de Rose Macaulay, Case Histories de Kate Atkinson, Ghostwalk de Rebecca Stott et Enigma de Robert Harris, ; Susanna Gregory a écrit une série de romans se déroulant à Cambridge au XIVe siècle. Gwen Raverat, la petite-fille de Charles Darwin, a parlé de son enfance à la fin de l'époque victorienne à Cambridge dans ses mémoires, Period Piece ; The Night Climbers of Cambridge est un livre écrit par Noel Symington sous le pseudonyme de « Whipplesnaith » sur l'escalade nocturne sur les collèges et les bâtiments de la ville dans les années 1930.
Des vues fictives de Cambridge apparaissent dans Tom's Midnight Garden et Minnow on the Say de Philippa Pearce, où la ville est rebaptisée Castleford, et la maison du collège fictif de Tom Sharpe dans Porterhouse Blue.
La série télévisée d'ITV Granchester a été en partie tournée à Cambridge.

### Télévision
Les informations et les programmes télévisés sont diffusés depuis le studio BBC East à Cambridge qui abrite BBC Look East (West) qui couvre la ville, le Cambridgeshire, le Northamptonshire, le Bedfordshire, Milton Keynes (Buckinghamshire) et certaines parties du Hertfordshire. ITV Anglia est un autre journal télévisé diffusé depuis Norwich.

## Éducation

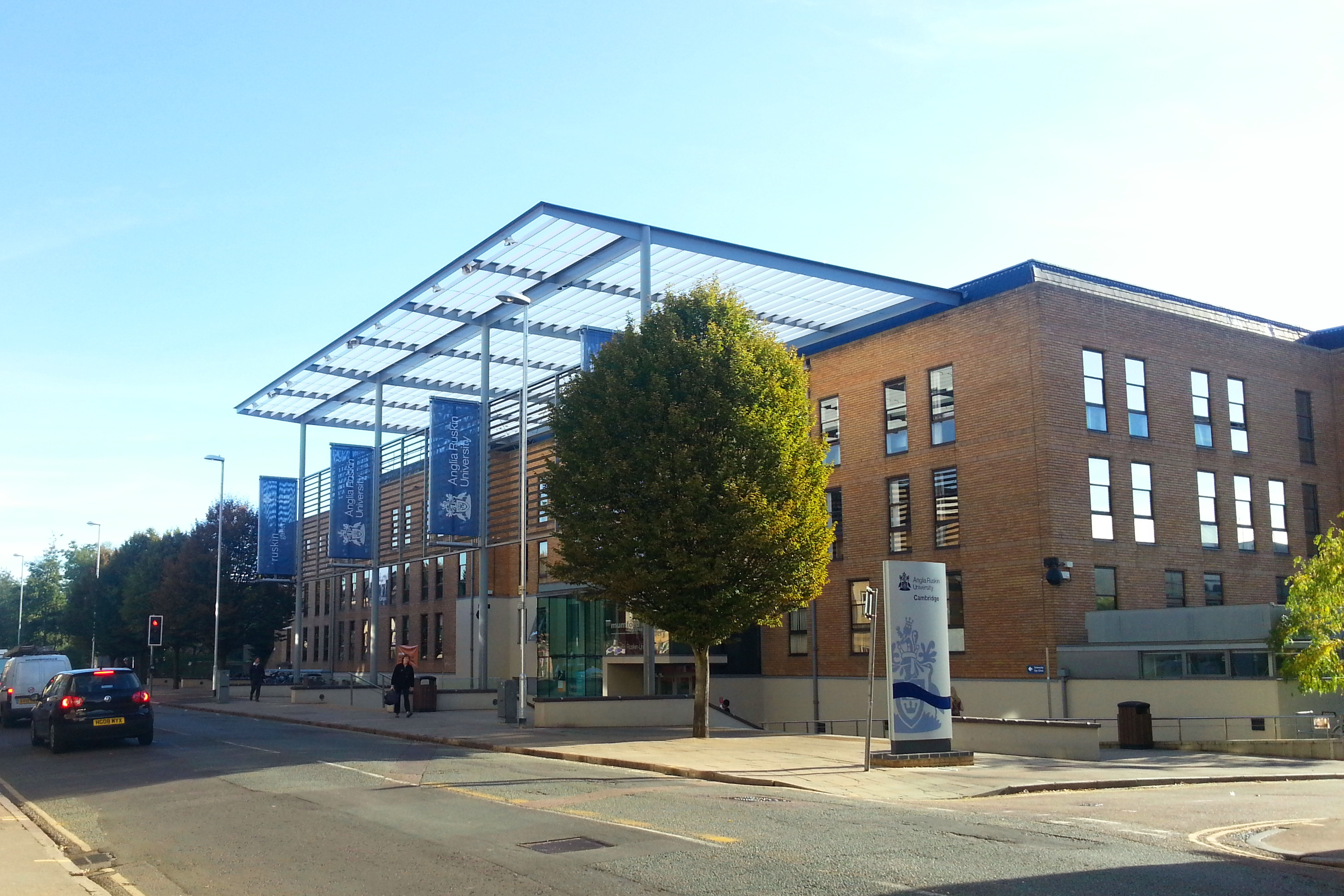
Université Anglia Ruskin.

Les deux universités de Cambridge, l'université de Cambridge et le campus local de l'université Anglia Ruskin, concernent environ 30 000 étudiants, selon certaines estimations. L'Université de Cambridge a estimé sa population étudiante 2007-2008 à 17 662 et Anglia Ruskin décompte 24 000 étudiants sur ses deux campus (dont l'un est à l'extérieur de Cambridge, à Chelmsford ) pour la même période. L'ARU a des campus supplémentaires à Londres et à Peterborough. L'offre de l'État dans le secteur de la formation continue comprend le Hills Road Sixth Form College, le Long Road Sixth Form College et le Cambridge Regional College.
Les écoles publiques et privées s'adressent aux élèves de Cambridge de la maternelle au secondaire. Les écoles publiques sont administrées par le Cambridgeshire County Council, qui gère 251 écoles au total, 35 d'entre elles dans la ville de Cambridge. La Netherhall School, le Chesterton Community College, la Parkside Federation (comprenant le Parkside Community College et le Coleridge Community College ), la North Cambridge Academy et l'interconfessionnelle St Bede's School dispensent un enseignement secondaire complet. De nombreux autres élèves de la région de Cambridge fréquentent le village college, un établissement d'enseignement unique au Cambridgeshire, qui sert d'écoles secondaires pendant la journée et de centres d'éducation pour adultes en dehors des heures de classe. Les public schools de la ville comprennent Perse School, Stephen Perse Foundation, Sancton Wood School, St Mary's School, Heritage School et Leys School. La ville compte un collège technique universitaire, la Cambridge Academy for Science and Technology, qui a ouvert ses portes en septembre 2014.

## Services publics

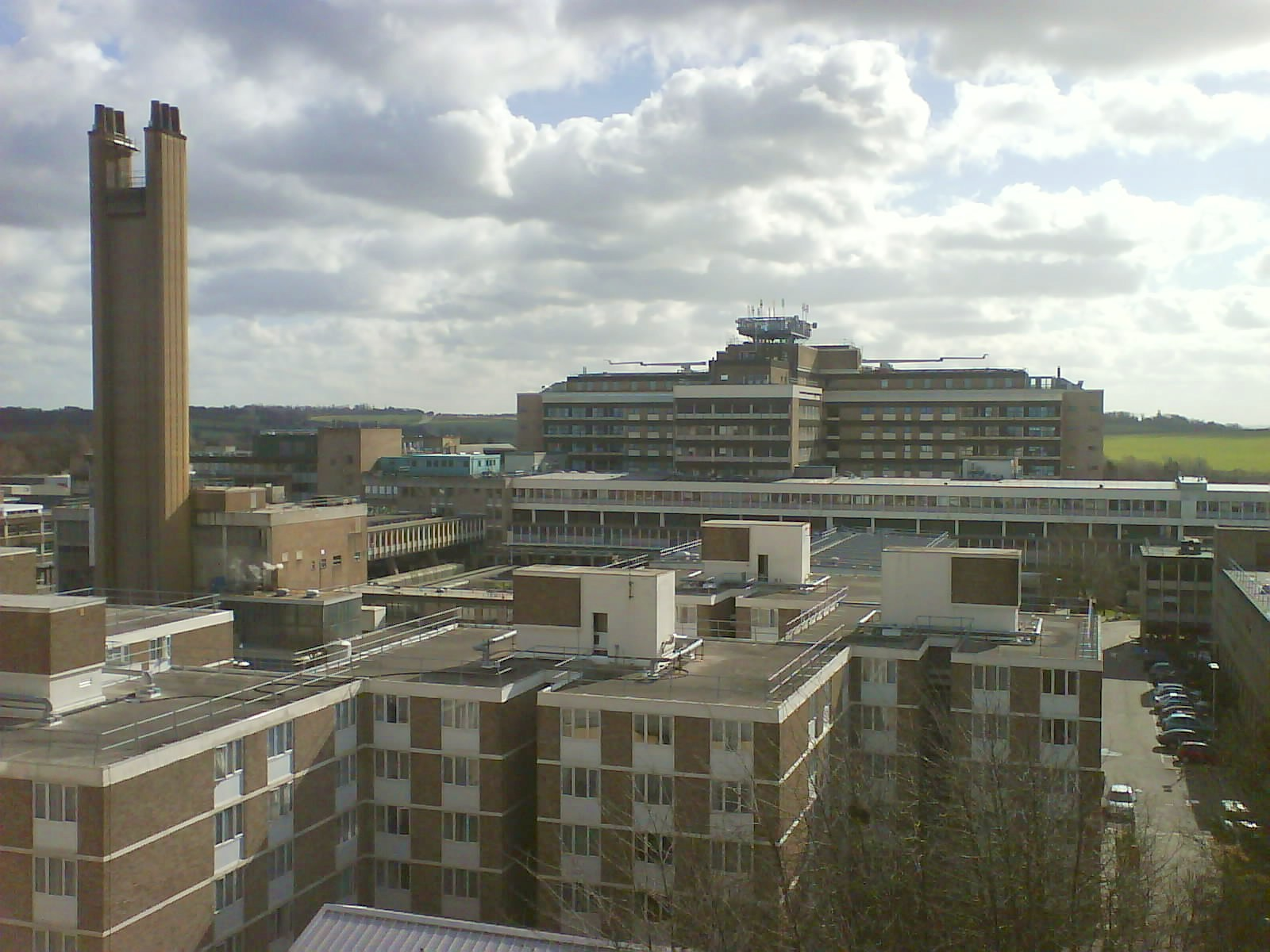
Addenbrooke's hospital.

Cambridge est desservie par le Cambridge University Hospitals NHS Foundation Trust, avec plusieurs centres médicaux plus petits dans la ville et un centre hospitalier universitaire à Addenbrooke's Hospital. Situé sur le campus biomédical de Cambridge, Addenbrooke's est l'un des plus grands hôpitaux du Royaume-Uni et est désigné comme centre de traumatologie régional. Le service d'ambulances de l'est de l'Angleterre couvre la ville et dispose d'un garage sur Hills Road. L'hôpital plus petit de Brookfields se trouve sur Mill Road. Cambridgeshire Constabulary assure les services de police de la ville ; le poste de police principal est à Parkside, à côté de la caserne de pompiers de la ville, exploitée par le Cambridgeshire Fire and Rescue Service.
Cambridge Water Company fournit des services d'eau à la ville, tandis qu'Anglian Water fournit des services d'égouts. Pour la fourniture d'électricité, Cambridge fait partie de la région de l'Angleterre de l'Est, dont le gestionnaire de réseau de distribution d'énergie est UK Power Networks. La ville n'a pas de centrale électrique, bien qu'une éolienne de cinq mètres, faisant partie d'un développement du Cambridge Regional College, soit visible à King's Hedges. La Cambridge Electric Supply Company alimentait la ville en électricité depuis le début du XXe siècle à partir de la centrale électrique de Cambridge. Lors de la nationalisation de l'industrie de l'électricité en 1948, la propriété est passée à la British Electricity Authority et plus tard au Central Electricity Generating Board. Les connexions électriques au réseau national ont rendu superflue la petite centrale électrique au charbon de 7,26 mégawatts (MW). Elle a fermé en 1965 et a ensuite été démolie ; au cours de sa dernière année d'exploitation, elle a livré 2 771 MWh d'électricité à la ville.
À la suite de la loi sur les bibliothèques publiques de 1850, la première bibliothèque publique de la ville, située sur Jesus Lane, a été ouverte en 1855. Elle a été déplacée au Guildhall en 1862, et est maintenant située dans le centre commercial Grand Arcade. La bibliothèque a été rouverte en septembre 2009 après avoir été fermée pour rénovation pendant 33 mois, plus de deux fois plus longtemps que prévu lors de la fermeture de la bibliothèque pour réaménagement en janvier 2007. Depuis 2018, la ville dispose de six bibliothèques publiques, gérées par le conseil du comté.
Le cimetière de Cambridge City est situé au nord de Newmarket Road.

## Sports

### Rugby
La ville est représentée dans les deux formes du rugby. Le club de rugby à XV, Cambridge RUFC, a été fondé en 1923 et joue dans le championnat d'Angleterre de rugby à XV de 3e division sur son terrain, Grantchester Road, dans le sud-ouest de la ville. Les Cambridge Lions représentent la ville dans le rugby à XIII et sont membres de la East Rugby League.
Après trois montées successives en division supérieure en 2004, 2005 et 2006, le Cambridge R.U.F.C. s'installe en Division nationale 1 (troisième division). Deuxième de cette division en 2009, il aurait été promu sans le changement de système du rugby anglais.

### Football

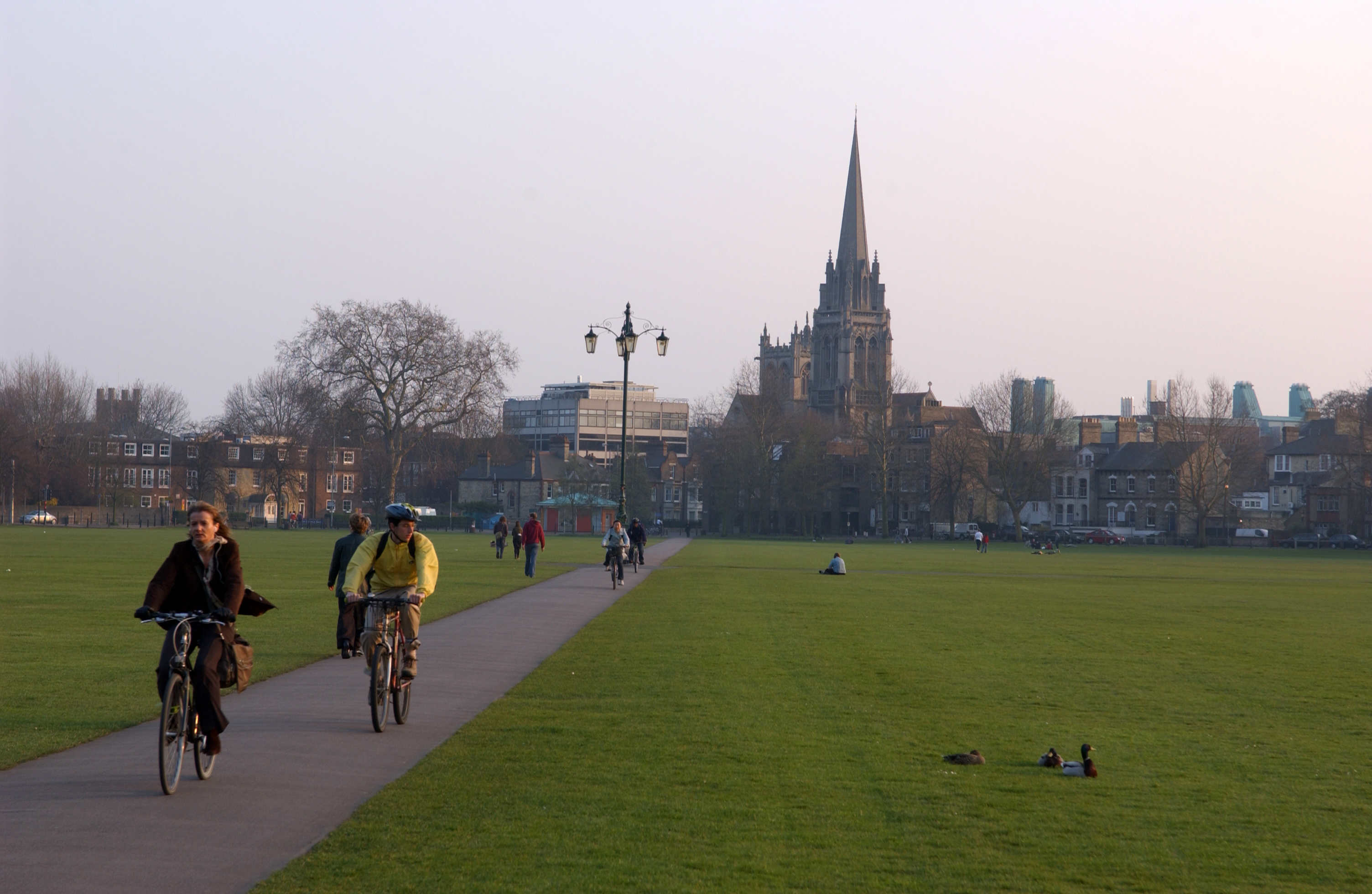
Parker's Piece, où les règles du football de Cambridge ont été jouées pour la première fois.

Cambridge a joué un rôle particulier dans l'invention du football moderne : les premières règles du jeu ont été établies par des membres de l'université en 1848. Les règles de Cambridge ont été jouées pour la première fois à Parker's Piece et ont eu une « influence déterminante sur les règles de la Football Association de 1863 » qui ont été jouées pour la première fois aussi à Parker's Piece.
La ville abrite le Cambridge United Football Club, qui joue au Abbey Stadium. Formé en 1912, sous le nom d'Abbey United, le club a été admis dans l'English Football League en 1970 et a atteint la deuxième division de la Ligue de football en 1978, bien qu'un sérieux déclin au milieu des années 1980 l'ait fait redescendre dans la quatrième division et presque faire faillite. Le succès est revenu au début des années 1990 lorsque le club a remporté deux championnats successifs et atteint les quarts de finale de la coupe d'Angleterre de football au cours de ces deux saisons ; en 1992, il a failli devenir la première équipe anglaise à remporter trois années successives la Ligue de football, ce qui l'a emmené dans le championnat d'Angleterre de football nouvellement créée ; cependant, il a été battu lors des barrages et a connu un nouveau déclin. En 2005, il est relégué en Conférence National Division. Quand la relégation est devenue inévitable, le club fut placé sous administration judiciaire, victime de dettes importantes, mais la gestion financière du club est redevenue saine lors de la saison 2005-2006. Après neuf ans de football hors championnat, il est revenu dans la Ligue de football en 2014 en remportant les barrages de la Conférence nationale.
Cambridge United WFC est un club de football féminin basé à Cambridge. L'équipe participe à la FA Women's National League South East. Le club joue des matchs à domicile au St Neots Town FC et à l'Abbey Stadium.
Le Cambridge City FC de la Southern Football League joue désormais dans le village voisin d'Histon, dans son stade, le City Ground. Formé à Cambridge en 1908, sous le nom de Cambridge Town, le club a été champion du sud de la Southern Football League en 1962-1963, le plus haut qu'il ait terminé dans la pyramide du football anglais. Après un différend juridique avec ses propriétaires, le club a quitté son terrain à Cambridge afin de partager le terrain avec un autre club de la Southern League Histon Football Club en 2013-14 et a l'intention de construire un nouveau terrain en dehors de la ville, à Sawston.

### Cricket
Parker's Piece a été utilisé pour les matchs de first-class cricket de 1817 à 1864. Le terrain de cricket de l'université de Cambridge, Fenner's, est situé dans la ville et est l'un des terrains de l'équipe des comtés mineurs du Cambridgeshire CCC. La Cambridgeshire Cricket Association gère une ligue de clubs de cricket amateur avec six divisions adultes, dont de nombreux clubs de la ville, ainsi que des divisions juniors. La plupart des collèges universitaires gèrent également leurs propres équipes ; il existe plusieurs équipes de cricket de village occasionnelles qui jouent dans les banlieues de la ville.

### Nautisme

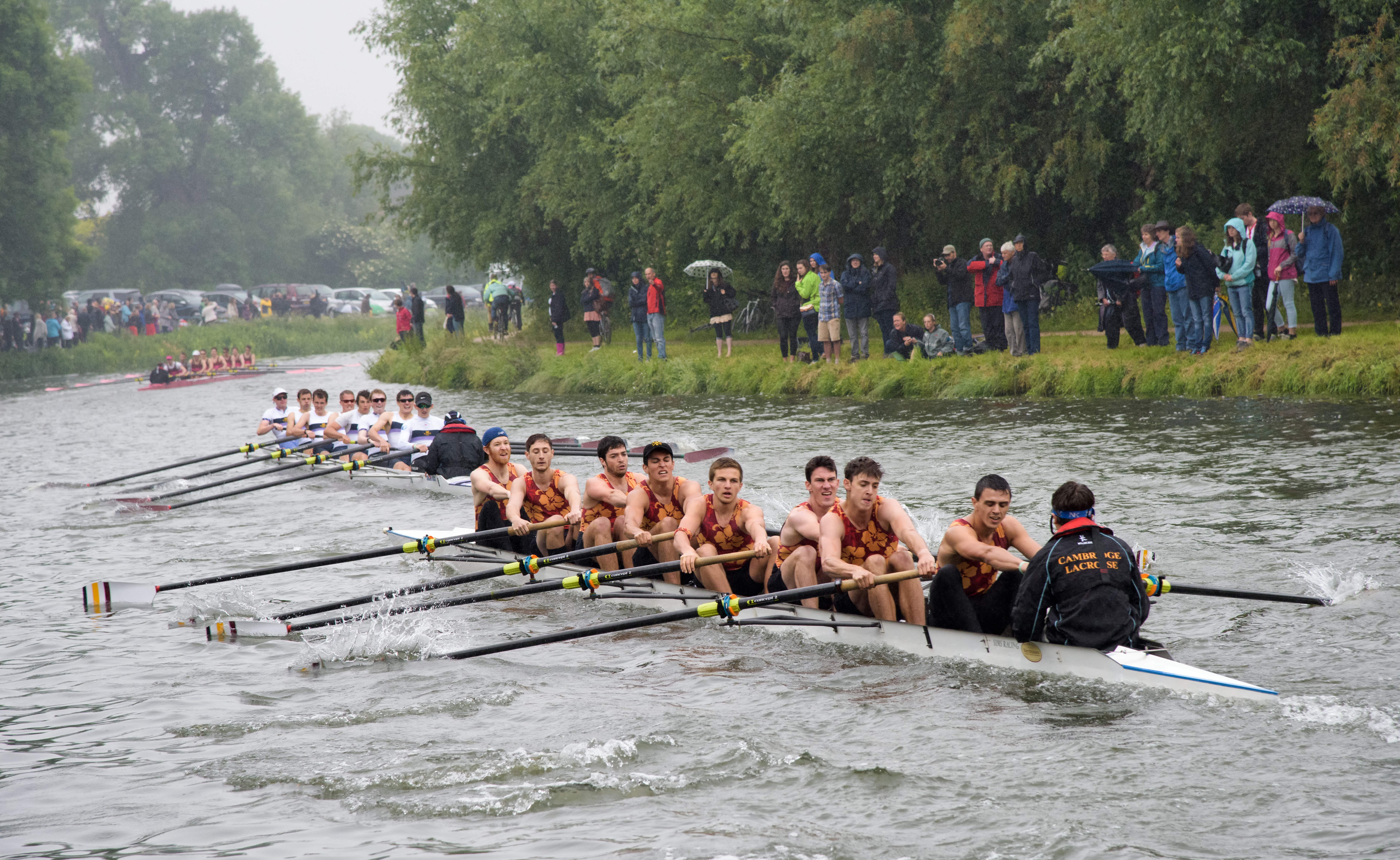
Course sur la rivière Cam.

La rivière Cam, qui traverse le centre-ville, est utilisée pour le nautisme. L'université et ses collèges sont bien connus pour l'aviron ; la Cambridgeshire Rowing Association, créée en 1868, organise des compétitions d'aviron sur la rivière en dehors de l'université. Les clubs d'aviron basés dans la ville comprennent le City of Cambridge RC, le Cambridge '99 RC, le Cantabrigian RC et le Rob Roy BC. Certaines parties du Cam sont utilisées pour la barque récréative, le punting, un type de navigation dans lequel l' embarcation est propulsée en poussant contre le lit de la rivière avec une perche quantique.
Les punts (en), bateaux rectangulaires à fond plats servaient autrefois au transport de marchandises sur la Cam, la rivière de Cambridge. Depuis la fin du XIXe siècle ils ont été reconvertis pour les sports et le loisir et sont devenus un symbole de la vie locale. Que ce soit pour une balade romantique en amoureux ou lors d'une course en habit universitaire (sans oublier de porter le fameux punting hat), il n'y a pas de sport plus british ni de meilleure façon de voir les célèbres colleges de la ville.
Le club de natation de Cambridge, l'équipe de plongée de Cambridge et le club de water-polo de la ville de Cambridge sont tous basés à la piscine Parkside.

### Sport universitaire
La ville est également réputée pour les rencontres sportives qui opposent l'université de Cambridge à l'université d'Oxford, notamment les Varsity Matches de rugby et la course d'aviron, The Boat Race. Ces événements sont suivis par de nombreuses personnes tout autour du globe, dont beaucoup n'ont rien à voir avec ces universités.

### Parkour
Lieu d'entraînement de nombreux tracers influents, Cambridge est bien connue pour sa scène dynamique et parfois très médiatisée de parkour et de freerunning.

### Autres sports
Cambridge abrite deux jeux de paume (sur environ 50 dans le monde) au Cambridge University Real Tennis Club,. Les Cambridgeshire Cats jouent au football américain à Coldham's Common. Les Cambridge Royals sont membres de la Division Sud Triple-A de la Fédération Britannique de baseball. Cambridge a deux clubs de cyclisme : Team Cambridge et Cambridge Cycling Club. Le Cambridge & Coleridge Athletic Club est le club d'athlétisme de la ville, basé sur la piste de Wilberforce Road de l'université de Cambridge. Le club de triathlon est basé à Impington Village College. Le Cambridge Handball Club participe à la Ligue nationale de handball masculin Super 8 d'Angleterre et à la Ligue nationale Super 7 de handball féminin. Il existe trois clubs de hockey sur gazon : Cambridge City Hockey Club, Cambridge South Hockey Club et Cambridge Nomads. La ville est également représentée en polo par le Cambridge Polo Club, basé à Barton (Cambridgeshire), juste à l'extérieur de la ville. Les Romsey Town Rollerbillies pratiquent le roller derby. Le Cambridge Parnells GAA représente le football gaélique pour la région, jouant à Coldham's Common et participant au championnat Hertfordshire GAA. Les courses de speedway se déroulaient autrefois dans un stade de lévriers à Coldhams Lane.

## Religion
Cambridge possède de nombreuses églises, dont certaines constituent une partie importante du paysage architectural de la ville. Comme le reste du Cambridgeshire, elle fait partie du diocèse anglican d'Ely. L'église St Mary the Great a le statut d '« église universitaire ». De nombreux collèges contiennent des chapelles qui organisent des services selon les rites et les cérémonies de l'Église d'Angleterre, tandis que la chapelle du St Edmund's College est catholique romaine. La ville possède également un certain nombre de collèges théologiques formant le clergé en vue de l'ordination, avec des affiliations à la fois à l'université de Cambridge et à l'université Anglia Ruskin.
Cambridge se trouve dans le diocèse catholique romain d'Est Anglie et est desservie par la grande église néo-gothique Our Lady and the English Martyrs Church à la jonction de Hills Road et Lensfield Road, St Laurence's sur Milton Road, St Vincent De Paul Church sur Ditton Lane et par l'église de St Philip Howard dans Cherry Hinton Road.
Une église orthodoxe russe sous le diocèse de Sourozh pratique à la chapelle de Westcott House ;  l'église orthodoxe de culture grecque organise des services à l'église St Athanasios construite à cet effet sous l'archevêché orthodoxe grec de Thyatire et de Grande-Bretagne ; l'Église orthodoxe roumaine partage l'église St Giles avec l'Église d'Angleterre.
Deux églises méthodistes sont implantées dans la ville. L'église méthodiste Wesley a été construite en 1913 et est située à côté de Christ's Pieces. L'église méthodiste de Castle Street est la plus ancienne des deux, ayant été construite en 1823, et était autrefois une église méthodiste primitive.
Les deux réunions Quaker de Cambridge sont situées sur Jesus Lane et Hartington Grove ; une réunion appelée « Oast House » se réunit au Pembroke College.
Une synagogue orthodoxe et un centre étudiant juif sont situés sur Thompson's Lane, exploités conjointement par la Cambridge Traditional Jewish Congregation et la Cambridge University Jewish Society, qui est affiliée à l'Union of Jewish Students,. La synagogue réformée Beth Shalom, qui se réunissait auparavant dans une école locale, a ouvert une synagogue construite à cet effet en 2015. Il existe également un minian égalitaire dirigé par des étudiants qui organise des offices le vendredi soir.
La Mosquée Centrale de Cambridge est le principal lieu de culte de la communauté de Cambridge qui compte environ 4 000 musulmans,. Ouverte en 2019, elle est décrite comme la première mosquée écologique d'Europe et est la première mosquée construite à cet effet dans la ville. Le centre islamique Abu Bakr Jamia sur Mawson Road et la mosquée et centre culturel Omar Faruque à Kings Hedges sont d'autres lieux de culte musulman,,.
Le centre bouddhiste de Cambridge, qui appartient à la communauté bouddhiste Triratna, a été ouvert dans l'ancien théâtre Barnwell sur Newmarket Road en 1998. Il existe également plusieurs groupes de méditation bouddhistes locaux de différents bouddhistes, notamment Samatha Trust et Buddha Mettā Society. Un sanctuaire hindou a ouvert en 2010 au centre culturel indien Bharat Bhavan près de Mill Road,.
Une communauté sikhe se réunie dans la ville depuis 1982 et un gurdwara a été ouvert à Arbury en 2013,.

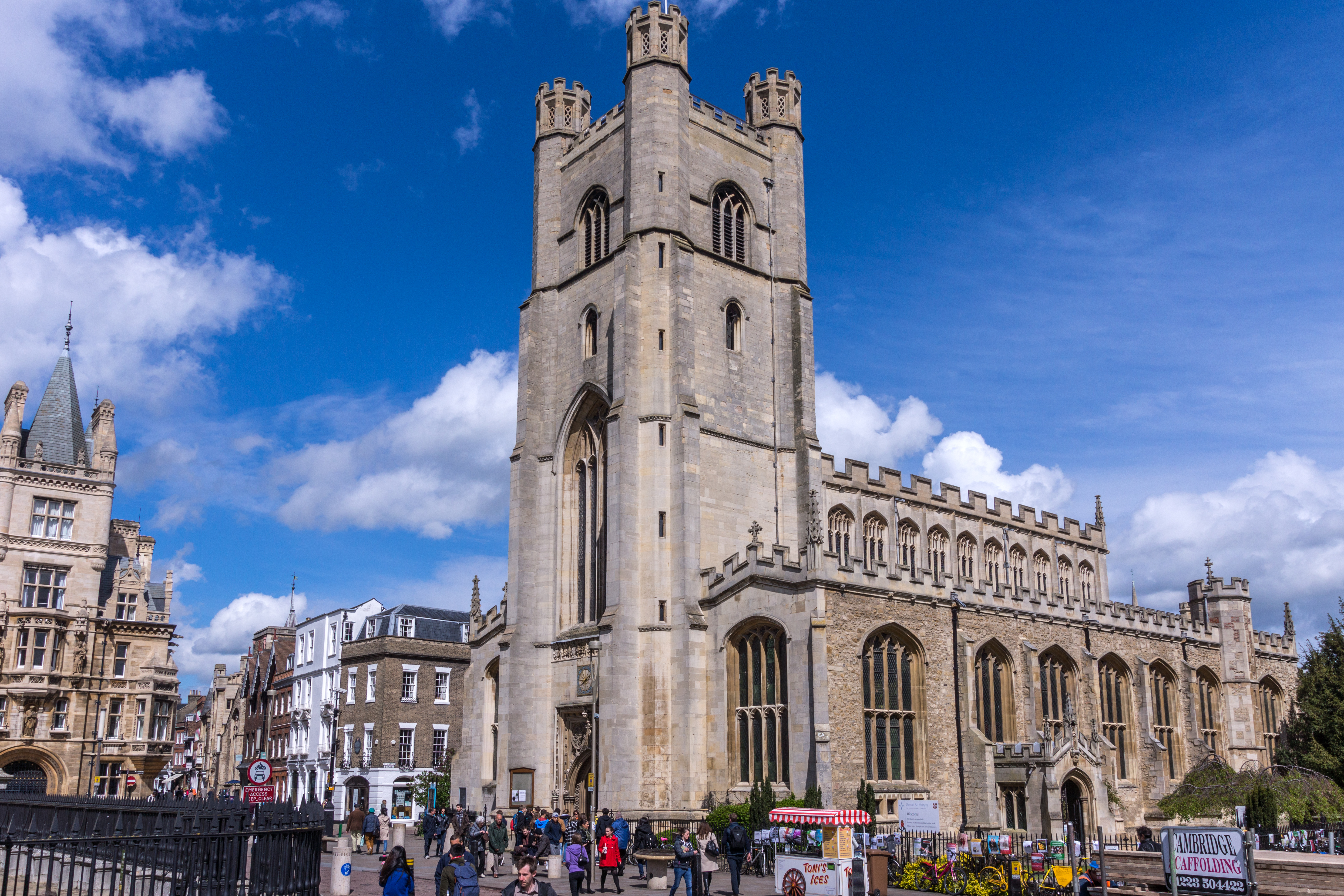
St Mary the Great marque le centre de la cité.
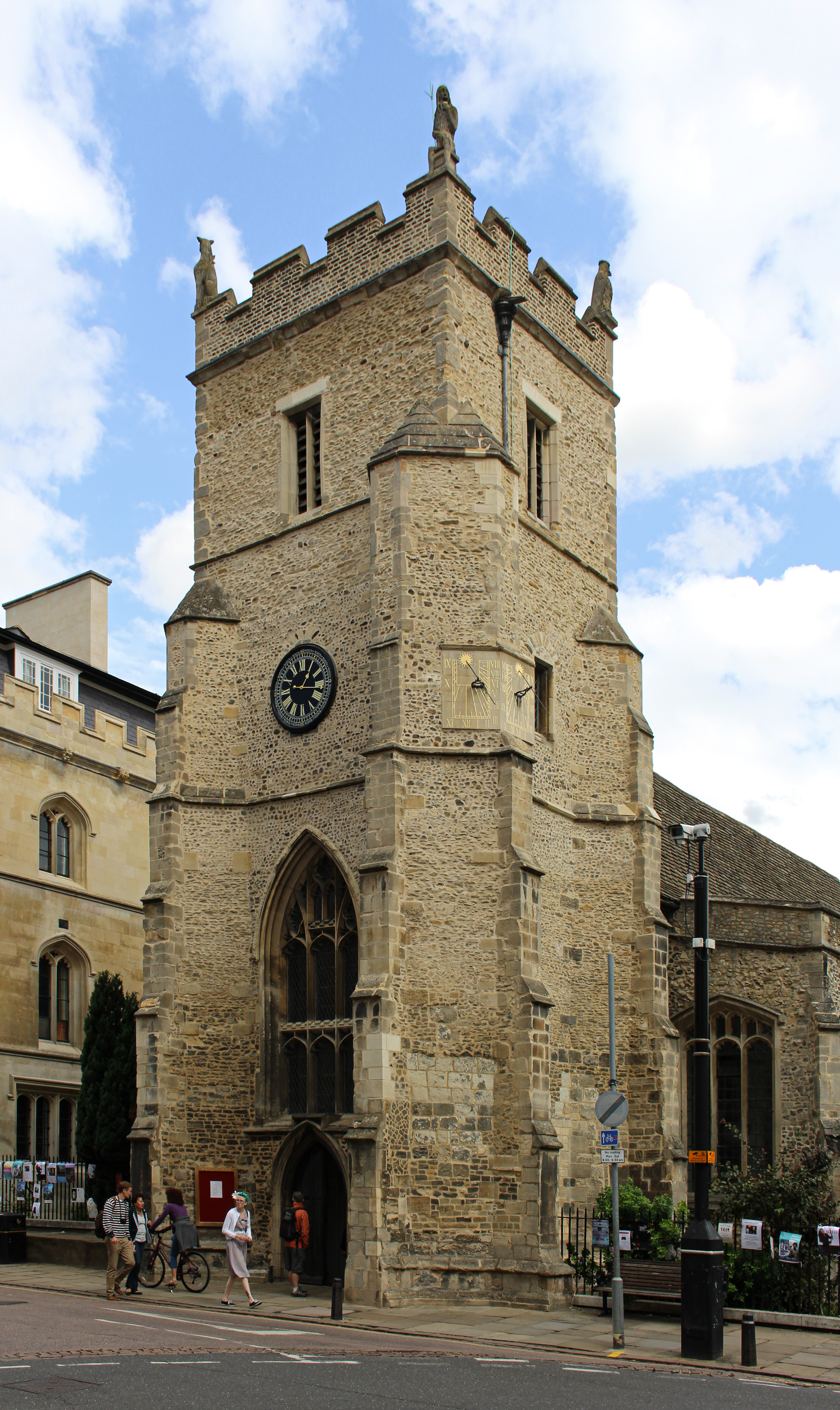
St Botolph's Church.
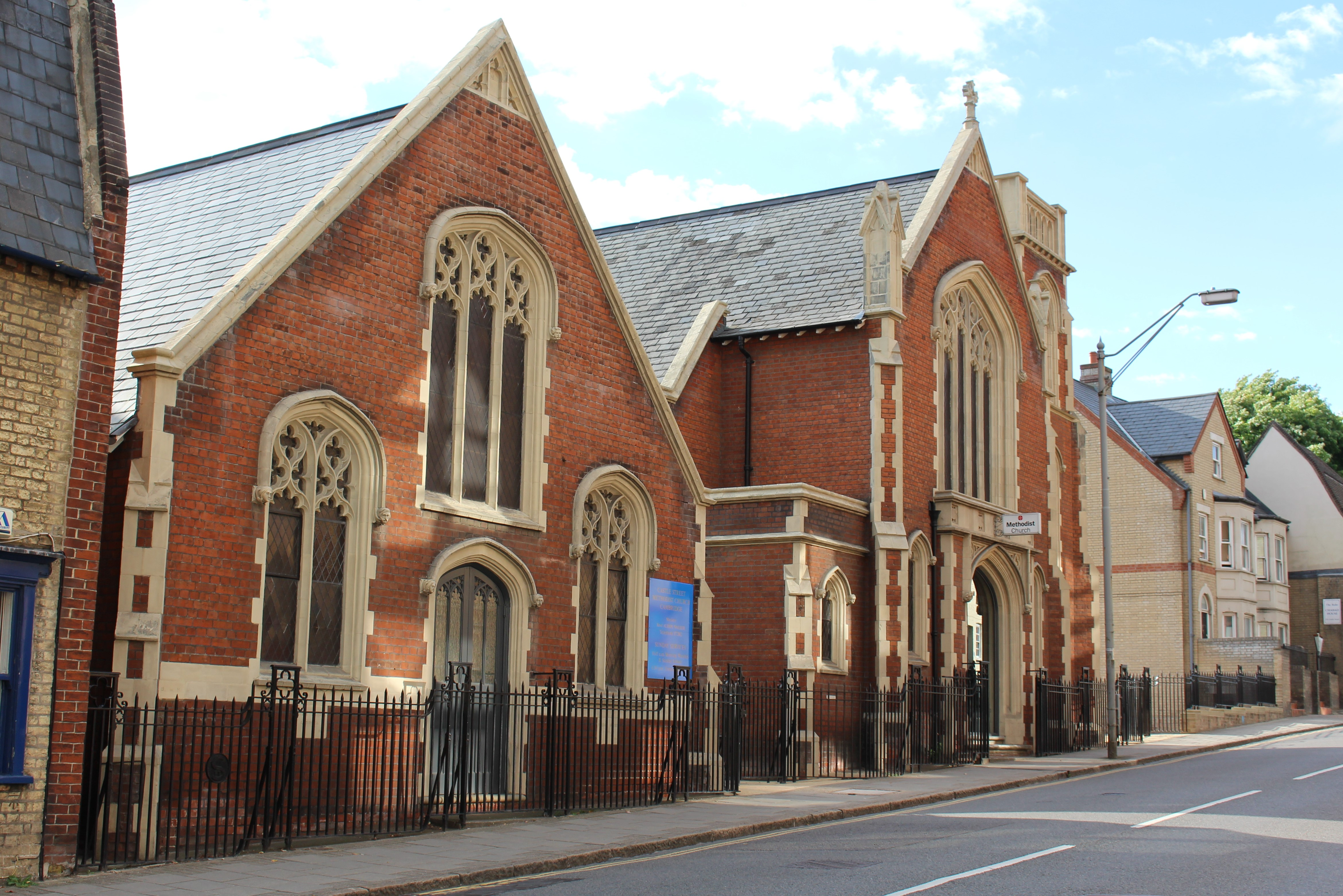
Castle Street Methodist Church, la plus ancienne des deux églises méthodistes.
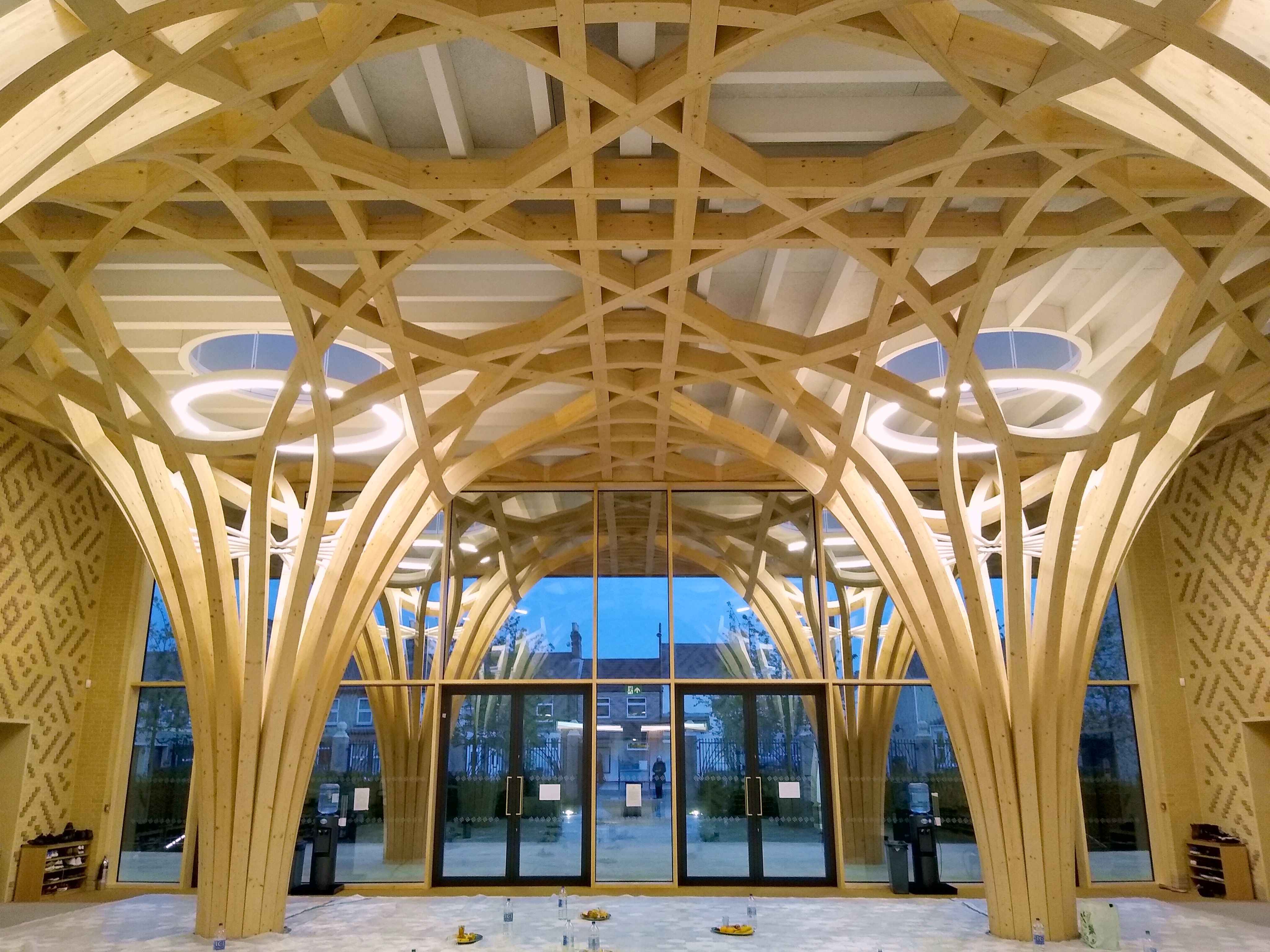
Atrium de la Mosquée Centrale.

## Personnalités liées à Cambridge
Vida Dutton Scudder, figure majeure du christianisme social et de l'Évangile social américain y a donné des conférences pendant toute l'année 1918, publiées sous le titre de Social Teachings of the Christian Year en 1921 aux éditions E.P. Dutton. Conférences qui sont des commentaires du Prayer Book (en) de l'Église anglicane,.
Le fondateur du groupe Pink Floyd, Syd Barrett est originaire de Cambridge, où il a fait ses études avec les autres membres du groupe, dont le bassiste Roger Waters. David Gilmour, le guitariste qui a remplacé Barrett est aussi originaire de Cambridge.
Matthew Bellamy, leader, chanteur, guitariste et pianiste du groupe de rock alternatif Muse est originaire de Cambridge.

## Transports

### Route

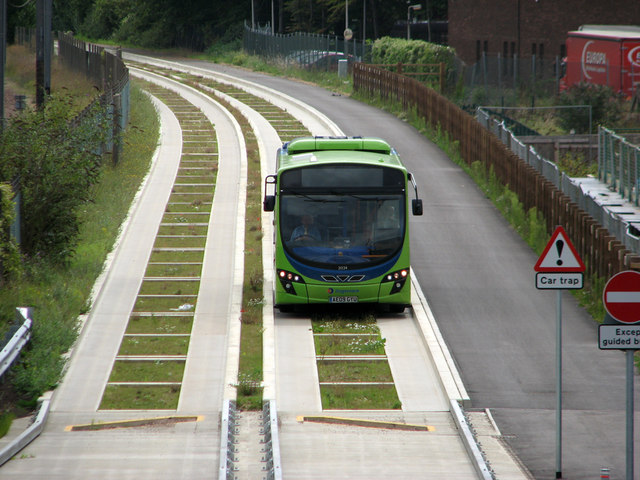
Bus depuis Trumpington.

Cambridge s'étant très rapidement développée au XXe siècle, le réseau routier de la ville est très souvent embouteillé. Des mesures ont été prises pour réduire la circulation au centre-ville. Le centre historique est même interdit aux voitures certaines heures de la journée, les taxis et bus pouvant quand même continuer à circuler.
Les quartiers à l'extérieur du centre dépendent de la voiture, ce qui provoque des embouteillages dans les parties carrossables du centre. Cambridge se trouve à la croisée de plusieurs grandes axes : l' autoroute M11 à l'est de Londres se termine au nord-ouest de la ville où elle rejoint l' A14, une route qui va du port de conteneurs de Felixstowe à Rugby dans les Midlands industriels ; l'arc Oxford-Cambridge, composé de A428, relie la ville à l'A1 à St Neots et de l'A421, passant par Milton Keynes et offrant une connectivité vers l'A34 ; l'A10 se connecte via Ely à King's Lynn au nord et la route historique au sud de la Cité de Londres ; l'A11 qui relie Londres à Norwich.
Cambridge compte cinq Park and Ride, des parcs relais qui fonctionnent tous sept jours sur sept et visent à encourager les automobilistes à se garer près de la périphérie de la ville. Depuis 2011, le Cambridgeshire Guided Busway propose des services de bus dans le centre de Cambridge depuis St Ives, Huntingdon et d'autres villes et villages le long des itinéraires exploités par Stagecoach dans les Fens et Whippet. Le service A continue jusqu'à la gare et Addenbrooke's Hospital, avant de se terminer dans un nouveau Park and Ride à Trumpington. Depuis 2017, il est également relié à la gare de Cambridge North.
Le service 905 assure une connexion avec Oxford bien que les passagers souhaitant continuer au-delà de Bedford doivent changer pour le service X5. Les deux services sont exploités par Stagecoach East et fonctionnent quotidiennement.

### Rail

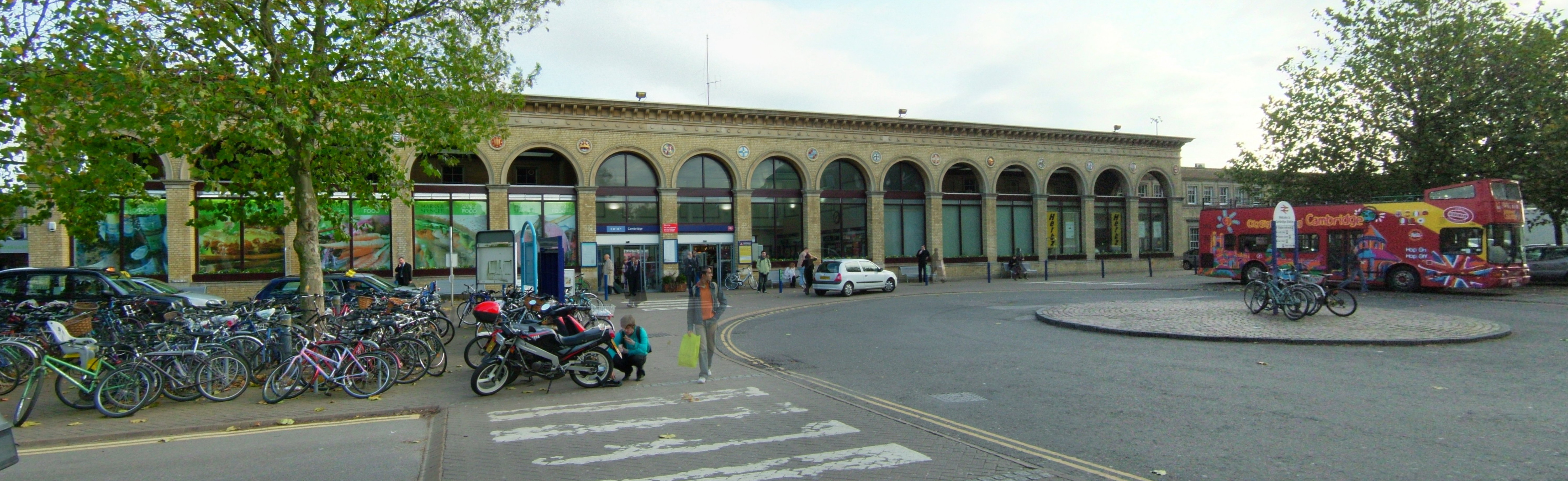
Façade de la gare de Cambridge.

La gare de Cambridge, située à environ 2 km du centre-ville, a été ouverte en 1845. Le bâtiment, érigé en 1845, fut volontairement construit à distance de la ville et de l'université afin, selon la légende, d'empêcher les étudiants d'être distraits par l'idée d'une balade à Londres. Plus simplement, il semblerait que la nature géologique des sols à cet endroit se prêtait plus à la construction. Aujourd'hui, la gare a en effet été rattrapée par l'agglomération de Cambridge. Les trains desservaient King's Lynn et Ely (via la Fen Line), Norwich (via la Breckland Line), Leicester, Birmingham New Street, Peterborough, Stevenage, Ipswich, l'aéroport de Londres-Stansted, Brighton et les gares de l'aéroport de Londres-Gatwick. Des lignes ouvertes tout au long du XIXe siècle, y compris la ligne secondaire de Cambridge et de St Ives, le Stour Valley Railway, le chemin de fer de Cambridge à Mildenhall et la Varsity Line qui reliait Cambridge à Oxford, ont été fermées dans les années 1960.
De nos jours, de nombreuses lignes ferroviaires passent par Cambridge. La gare dispose de liaisons ferroviaires directes vers Londres avec des terminus à la gare de King's Cross (via la Cambridge Line et la East Coast Main Line), à la gare de Liverpool Street (sur la West Anglia Main Line) et à la gare de Saint-Pancras (sur la Thameslink). Un service de navettes express gérées par la First Capital Connect relie la ville à la gare de King's Cross (via la East Coast Main Line) en 45 minutes, qui circulent toutes les demi-heures aux heures de pointe ; elles sont complétées par des trains semi-rapides vers Brighton via Londres St Pancras, et des trains lents vers Londres King's Cross. La ligne originale de la station vers Londres était à Bishopsgate, via Bishop's Stortford.
Une deuxième gare, Cambridge North, a ouvert le 21 mai 2017, ayant initialement prévu d'ouvrir en mars 2015,.
Une troisième gare ferroviaire, Cambridge South, près de l'hôpital d'Addenbrooke est actuellement en construction, son ouverture est prévue en 2025. L'ancienne gare de Cherryhinton pour Cherry Hinton fonctionnait lorsqu'il s'agissait d'un village séparé de Cambridge.

### Vélo

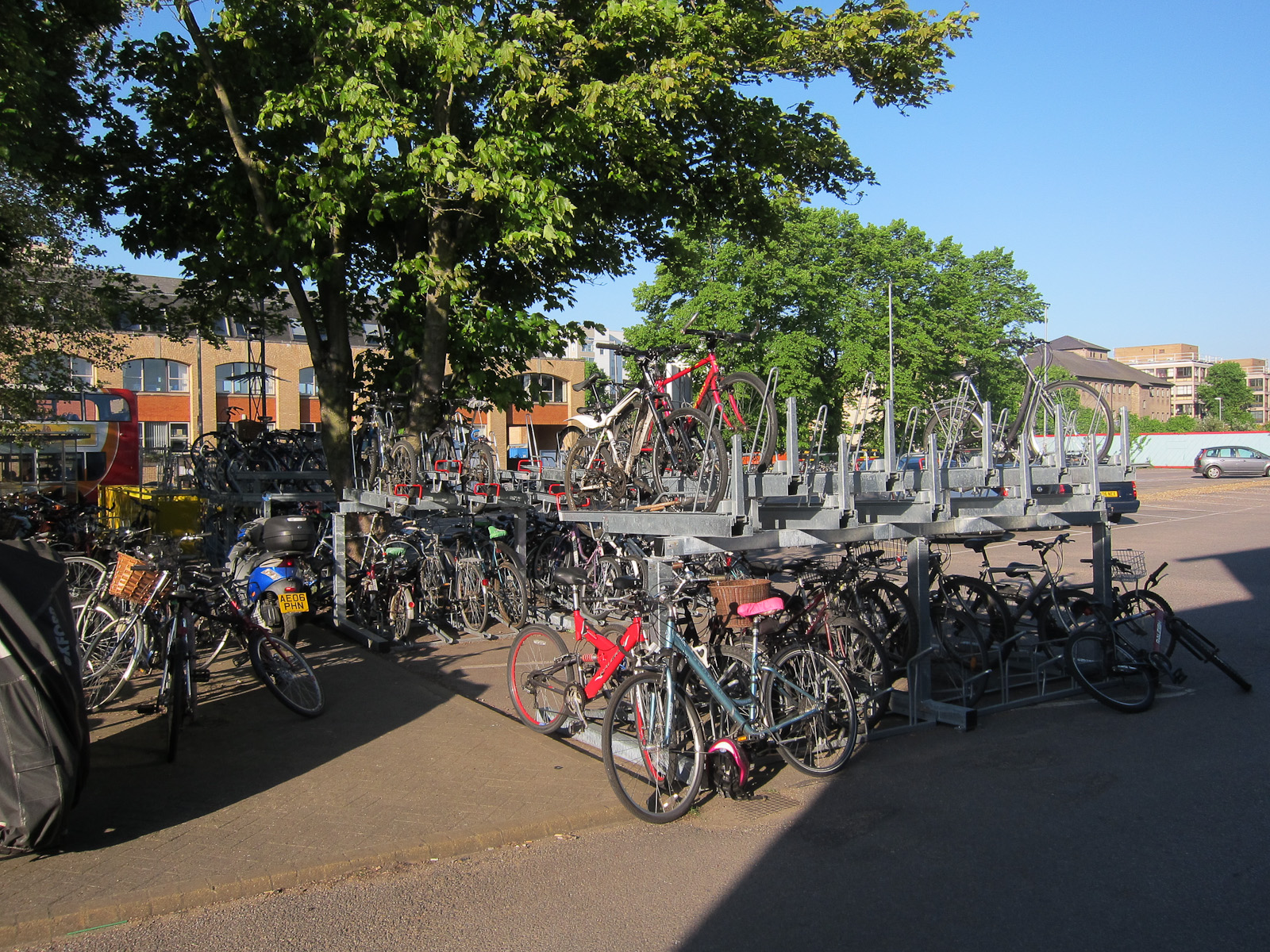
Vélos à la gare de Cambridge.

Cambridge est une ville assez engorgée mais le centre-ville n'est pas très étendu. De plus le terrain étant assez plat, la circulation à vélo est un moyen de circulation assez développé : la ville a le plus haut niveau d'utilisation du vélo au Royaume-Uni . C'est aussi le moyen le plus pratique de se déplacer dans les petites rues du centre — de nombreux étudiants l'utilisent pour se déplacer entre les différents lieux d'enseignement ou terrains de sport disséminés dans la ville, d'autant plus qu'ils sont généralement interdits de voiture par les collèges. Cambridge possède ainsi la plus grande densité de vélos par habitant du Royaume-Uni.
Selon le recensement de 2001, 25 % des habitants se rendaient au travail à vélo. De plus, une enquête de 2013 a révélé que 47 % des habitants se déplaçaient à vélo au moins une fois par semaine.

### Aéroport
Bien que Cambridge ait son propre aéroport, l'aéroport international de Cambridge (code AITA : CBG), situé à environ 4 km du centre-ville, celui-ci n'a pas de services réguliers et est principalement utilisé par des vols charter et d'entraînement et par Marshall Aerospace pour la maintenance des avions. L'aéroport de Londres-Stansted, directement relié par la route via la M11 et le rail, plate-forme de prédilection des charters et compagnies low cost, ne se situe qu'à une quarantaine de kilomètres, à mi-chemin entre Cambridge et Londres, et offre un large éventail de destinations internationales.

### Projets
En février 2020, des consultations ont été ouvertes pour un système de transport connu sous le nom de « Cambridgeshire Autonomous Metro » (métro autonome du Cambridgeshire). Il aurait relié le centre-ville historique et la ligne de bus existante aux gares ferroviaires principales, au Cambridge Science Park et à Haverhill. En mai 2021, le maire nouvellement élu a déclaré qu'il se concentrait plutôt sur un « réseau de bus remanié » mais qu'il n'abandonnait pas encore le travail effectué. En novembre 2022, le Greater Cambridge Partnership consulte sur des plans comprenant : la transformation du réseau de bus ; investir dans d'autres programmes de voyage durable ; la création d'une zone de déplacement durable, qui comprend l'introduction d'un péage urbain.

## Jumelages
- Cambridge (Massachusetts) (États-Unis)
- Heidelberg (Allemagne) depuis 1957
- Szeged (Hongrie) depuis 1987